# 方向指示器

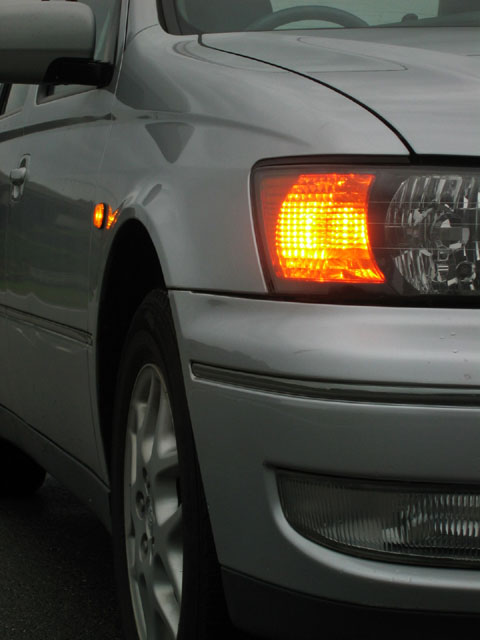
トヨタ・ビスタの方向指示器
右側の前部方向指示器と側面方向指示器が点灯している状態

方向指示器（ほうこうしじき）とは、自動車、オートバイなどに付ける保安部品で、右左折や進路変更の際に、その方向を周囲に示すための装置である。ウインカーとも。緊急時にはすべてのランプを同時に点滅させることで、ハザードランプとしても使用される。

## 概要

自動車の方向指示器の、各ランプの位置（一例）

設置部位により、前部方向指示器（フロントターンシグナルランプ、フロントターンランプ）、側面方向指示器（サイドターンシグナルランプ、サイドターンランプ、サイドマーカー）、後部方向指示器（リアターンシグナルランプ、リアターンランプ）というように呼び分けられる。最近の自動車では、ドアミラーに側面方向指示器を内蔵する車種が増えているほか（下記、ドアミラーターンランプを参照）、一部のタクシーのように屋根にもランプを装備している例もある（下記、タクシーウインカーを参照）。
方向指示器はあくまで保安部品なので、仮に故障したとしても、車両としての走行機能には影響しない。しかし、多くの車両が同時に走行する公道上では、交通安全を確保するため欠かせない装備であり、日本を含めほとんどの国において構造、動作、操作に関するルールが定められている（下記、法令・規格を参照）。

### 呼称について
日本では、ウインカーまたはウィンカーと通称される。方向指示器を指すイギリス英語の口語的表現 「winker（「点滅するもの」の意）」からの音訳である。部品名や整備書には「ターンシグナルランプ」という呼称が用いられてきたが、今日ではユーザー向けのカタログや取扱説明書もターンランプなどの表記へ移行している。
イギリス英語で「winker」と呼称されることは稀であり、「(directional) indicator」（インジケーター）が用いられる。アメリカ英語では、くだけた表現として「blinker」（ブリンカー）、もしくは「turn signal」（ターンシグナル）、シンガポールでは「signal」と表記・呼称する。ドイツでも以前は 「Winker」（ヴィンカー）と呼んでいたことがある。特に矢羽式・腕木式のものを英語圏では「trafficator」、「semaphore」、日本では「アポロ」として区別したこともある（下記、歴史を参照）。

## 歴史
初期の自動車においては、交通絶対量が少なかったこと、またオープンボディが大半であったことなどから、装備としての方向指示器は存在しなかった。進路変更を周囲に伝達する必要がある場合は、馬車時代からの身振りを踏襲した「手信号」による意思表示を用いており、それで充分だったと言える。なお、手信号は現在も道路交通法において規定されている。
その後、大量生産の時代を迎えて交通量が爆発的に増大し、交通の円滑性、安全性から進路変更時の合図が重要となり、同時にクローズドボディの普及により、車外に何らかの信号装備が求められるようになった。
1893年、イギリスのJ・B・フリーマンによって、文字盤式の方向指示器が発明される。これは車体後部に表示内容を変更できるロール式の掲示板を設置して、手動操作によって「left」・「right」の文字が表示できるようにしたものであった。

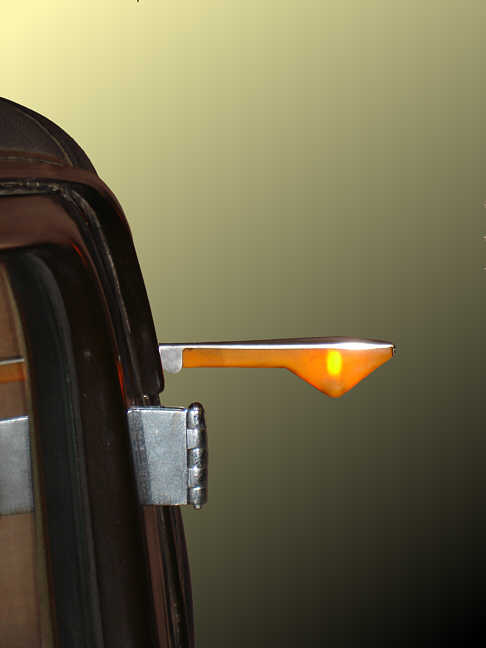
矢羽式方向指示器

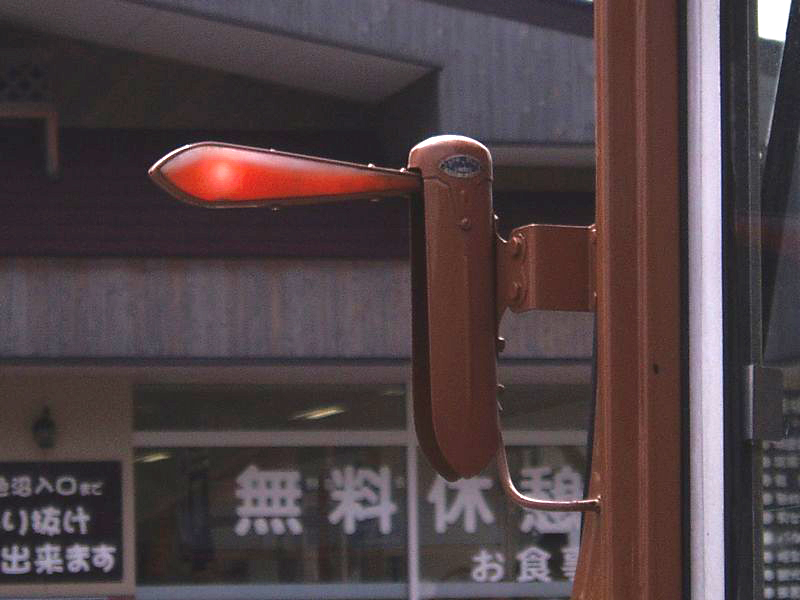
日本の「アポロ」式
写真は大型車用の汎用品

1900年代初頭には、イギリスのF・フォークナーによって、ボディサイドに装備する矢羽式（やばねしき、または腕木式 = うでぎしきとも）の方向指示器が発明される。この矢羽式は、可動式の表示器を通常はボディサイド（外付けのものは灯体）に収納しており、操作時にアームを車体から突出させて周囲に意思を伝える方式である。矢羽式の方向指示器は、手旗信号を基にしたもので、鉄道用信号機としても、セマフォ式鉄道信号機と呼ばれ、世界的に普及している。自動車では、セマフォ方向指示器を略した「セマフォ」のほか、「トラフィケーター」などと呼ばれている。動作はケーブルを介した手動式か、吸気管の負圧を利用したバキューム式であった。
1908年に、イタリアのアルフレード・バラッキーニがアームの中に電球を入れたものを発表した。当時、電気式前照灯がすでに普及しはじめていたため、矢羽を透明樹脂製とし電照式とすることで、夜間でも被視認性の高い方向指示が可能となった。操作はまだケーブルを介した手動式であったが、1918年、イギリスのネーリックモーターシグナル社が、小型モーターを用いた電動式アームで特許を取得した。しかしこのシステムも、ギュスターヴ・ドネとモーリス・ボワソンの二人のフランス人発明家のアイディアによってすぐに時代遅れとなる。彼らは1923年にアームのアクチュエーターを電磁石に置き換え、指示器全てがピラー（柱）に完全に収まる、より小型で簡潔なシステムを発表した。さらに、1927年、ドライバーに作動を通知する車内インジケーターを追加し、その後のスタンダードへとまとめあげたのは、ドイツのマックス・ルールとエルンスト・ノイマンである（ワイヤー式でインジケーターを持つものも多数ある）。電磁式のメーカーでは、イギリスのルーカス、ドイツのヘラなどが代表的である。
日本では自動車の普及と灯火類の法整備が遅かったため、一般向け乗用車などでの車体内蔵式の採用期間は非常に短く、左右独立点滅式方向指示器の義務化以降は、未装備の車両向けを中心に、アポロ工業の外付け型矢羽式方向指示器が汎用品として市場をほぼ独占した。そのため、アポロ製品が矢羽式方向指示器の代名詞となり、さらに車体内蔵式を含む矢羽式方向指示器の全てが「アポロ」と呼ばれるほど一般的な存在であった。
小型車で点滅式が主流となった後でも、三輪自動車、大型トラック、バスでは、新車にもアポロとそのライセンス品が使われていた。これらの外付け型は多くの車種に対応するため、大きさは大・小、電圧は6V・12V・24Vの各種が用意されており、矢羽内の表示灯も初期は常時点灯式であったが、後に点滅式へと変更されている。また、点滅式方向指示器とアポロとの併用も見られた。
その後アポロは点滅式への移行に伴う需要の低迷から急速に衰退し、アポロ工業自体も1964年（昭和39年）にサンウエーブ工業に吸収合併されている。アポロ式方向指示器自体も、1973年（昭和48年）からの法律により装着ができなくなった。
矢羽式実用化後に、バイメタルを応用し、矢羽を廃した点滅灯式方向指示器が考案され、1935年にはイタリアのフィアット1500 や、アメリカのビュイックに採用されている。
矢羽式と点滅式はしばらく共存していたが、点滅式は特に昼間時の視認性の良さと、断線・焼損の懸念のある電磁石や、機械的可動部が排除されたことによる信頼性の高さにより、欧米では比較的すぐに、日本においても1950年代までには主流となっていった。
1960年代、特にアメリカでは道路交通の過密化、高速化が進み、自車と周囲の安全を確保するため、より多くの情報を伝達する必要が生じた。そのため、方向指示器は、その全て（前後、左右）を同時に点滅させることで停車中であることを知らせるハザードランプとしての機能も併せ持つようになった。日本車でも輸出向けから採用が始まり、全車に普及していった。
また、点滅機構もバイメタルからトランジスタとリレーを用いたものへと代わり、その後も改良が続き、タマ切れ時に点きっぱなしになる欠点を補う、倍速点滅機能も盛り込まれた。
1990年代に入り車両電装品の電子制御化が進むと、方向指示器は外部から視認が容易な位置にあること、また元々、点滅機構を備えることから、盗難アラーム、リモコン操作の確認など、車外から何らかの合図を確認する目的でも使用されることになる。
オートバイでの方向指示器の装備は四輪車よりも遅く、1950年代に矢羽式がオプション装備されたのが始まりで、すぐに点滅式に交代している。

## 構造
方向指示器の基本構造は、運転者が操作するスイッチにより灯火の点滅を制御する回路に電流を流す。制御回路は灯火の点滅のほか、作動状態を運転者に表示するインジケータや、補助的に音を発生する装置を作動させる。

### 灯火

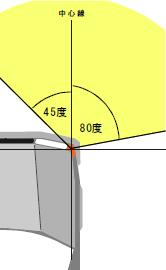
右側・前部方向指示器の視認範囲

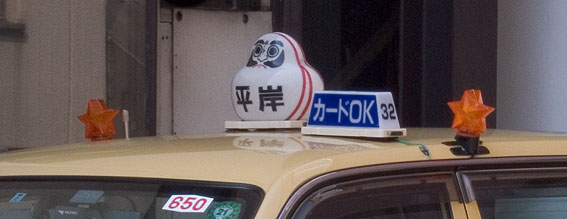
タクシーウインカー

灯火は点滅を行うランプである。乗用車の場合は車体前部、後部、側面に3対が装備される。大型車の場合は車体中央部側面にも1対が装備される。オートバイの場合には車体前部および車体後部に2対が装備される。オートバイの前部方向指示器はバックミラーやハンドルバー両端などに取り付けられている場合もある。車両前方から視認できるよう車両進行方向へ配光されているため、側面方向指示器ではない。屋根の縁や荷台後方の高い位置にも1対の方向指示器が増設される場合がある。
通常、後部方向指示器は片側1灯ずつ点滅するものが多いが、トヨタ・クラウン、日産・セドリック/グロリア、三菱・エアロシリーズなどの過去のモデルや、トラック（特にデコトラ）、三菱・チャレンジャーの後期モデルなどでは独特の存在感を出すために、ゴミ収集車や路線バスなどでは路上駐停車の頻度が高いことから片側2灯以上点滅するものもある。タクシーは、急停止や方向転換、乗客の乗降車などが頻発するため、ターンランプやハザードランプの点灯を周囲に認知させる必要性が高い。東京や仙台などの一部の会社によっては屋根の上のあんどん両脇への補助ターンランプの装備がある。これを日本国内ではタクシーウインカーまたはルーフウインカーと呼ぶ。類似の装備は日本国外でもしばしばみられ、ニューヨーク市のイエローキャブも同様の装備を持つ。また、後部の窓にターンランプと連動して「注意」という文字を点滅させる装置を装備した車両もあった。

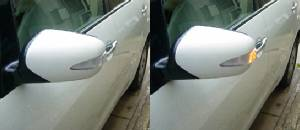
ドアミラーターンランプ。写真右が点灯時。

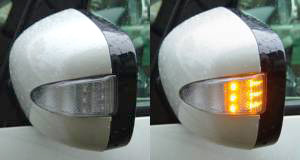
ドアミラーターンランプ。写真右が点灯時、6個のLED光源が見える。

乗用車や小型貨物車ではドアミラーの前面から側面に方向指示器の灯火が内蔵されたものがあり、現在では市販車両の純正部品として広く採用されているが、ダイハツ工業の様に、多くの軽自動車の車種で部品を共通化させてコストを縮減させるためや破損時の修理費用が高くなることなどを考慮して、カスタム系など一部車種のみの導入に留めているメーカーも存在する。この装備は安全性の向上に寄与し得るとの調査結果がある。市販車での世界初採用は、1998年に登場したメルセデス・ベンツSクラス（4代目）、日本車での初採用は2001年（平成13年）の日産の4代目シーマである。車体側面に方向指示器を装備する義務がないアメリカでは、斜め後ろから見えるドアミラーの鏡面で表示が点滅する方向指示器が販売されている。
乗用車の場合、旧来のランプユニットは金属のプレス品の反射部と電球を保持する口金（ソケット）とを溶接した本体に、ゴム製のガスケット（シール）をはさみ、着色された樹脂レンズをねじ止めする構造で、ねじ止めで車体への取り付けられていた。生産台数の増加した現在では、コストダウンのため、反射部は樹脂製のハウジングと一体化され、樹脂レンズと高周波溶着された構造を持つものもある。溶着されたハウジングは気密性が高く、温度変化による内部結露を防ぐブリーザー（呼吸機構）を持つ。取り付け方法はハウジングに設けられたボスと、車体につけられたゴムブッシュの組み合わせによるハメ込み式を採用するものがある。以前は溶着技術にメーカー間格差があり、特定の車種で溶着不良による内部への浸水がよく見られた。ハウジングを樹脂製としたランプユニットではボディアースは使用できず、カプラー化されたソケットから導線でアース接続されている。
レンズは橙色に着色されているものが主流である一方、無色のものもある。現在は多くの国々の法規で橙色と定められているが、かつては前部の方向指示器は白色が中心であった。たとえば、アメリカでは1963年から橙色の方向指示器の使用されるようになり、1968年に法制化された。ただし法令上は、消灯中の色を定めていないことから、現在はデザイン上の手法として無色のレンズを利用し、点灯時に橙色に見えるように設計されているものがある。無色のレンズの内側に電球を覆うカバーを追加してカバーを橙色に着色したり、電球の表面を橙色に着色したりといった方法で透過光を橙色とするほか、橙色に発光するLEDを利用する場合もある。アフターパーツとして販売されている場合や、純正として採用されている場合がある。電球の表面を着色した製品の中には、電球から発せられる熱の影響で塗料が剥がれ、白色の点滅となり保安基準に適合しなくなる場合がある。同様にデザイン面から一部の間でリアコンビネーションランプ全面を赤くする改造も広まった（スポコン、ドリ車など）。この場合、電球を緑色に発光するタイプに取り替えることでオレンジ色の光を得られる。

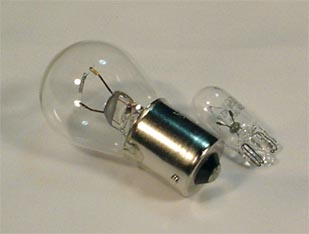
電球（左:口金タイプ 右:ウエッジタイプ）

電球（バルブ）の口金形状は規格化されており、JIS C 7506に規定されるBAタイプ、特にBA15sがよく使われる。方向指示器用の電球は、ほかの灯火と同様にスワン式と呼ばれる口金を使う方式のものと、ウエッジタイプと呼ばれる差し込み式のものがある。スワン式は円筒形の口金側面に短いピンをソケットの側面に切られたL字型の溝に引っかけ、ソケット底部に組み込まれたばねの力で電球の口金を押さえて固定する方式である。電球の極性は中心電極をプラス、口金部をマイナス（アース）としている車種がほとんどである。ねじを使ったエジソン式と比較すると振動で緩みにくく、ソケット底部のばねの力により接点の接触圧力が保たれる。ウェッジタイプは、ソケットに設けられた長方形の差し込み口に長辺の両面から押さえつける接点金具が組み込まれ、電球をくさび(英: wedge)のように接点金具の間に差し込む方式である。
乗用車の方向指示器に用いられる電球は一般的に、フロント用には15または21-27W、リア用には21-27W（21Wと23Wが主流）が使われる。サイド用は小型（5Wが主流）のものが使用される。ただし、近年のコンパクトカーやファミリーカーのクラスの車種では、電球交換の知識と技量を持たないユーザーに触られることを嫌い、点滅しなくなったときには販売店や整備店に相談するよう取扱説明書で指示しているものもある。2002年頃からLEDの高輝度化に伴い、電球よりも長い寿命や被視認性向上、消費電力低減などのメリットから方向指示器にLED照明を採用する車種が増えている。電球を置き換えるための口金タイプなどのLEDランプも発売されているが、中には安価な汎用品を用いた商品もあり、光が拡散せずに照射範囲が保安基準を満たさない粗悪品もある。電球は消灯している時はフィラメントが冷えており点灯時より抵抗値が低くなっているので、点灯する瞬間に定常電流の10倍近くの大きな電流が流れる（突入電流）が、LEDでは突入電流は発生しない。元々、電球を取り付けるよう設計されている車両では、突入電流を利用して機械式リレーの接点のゴミを焼き切り接点の接触不良を防止するように設計されているので、LEDに交換するとウインカーリレーの接触不良により点灯しなくなることがある。電球へ流れる電流値を利用して球切れを検出する機構を備えた車種では、電球より電流が少ないLEDを取り付けると検出機構が球切れ警告を表示する場合がある。これらの問題を解決するため方向指示器を制御するリレーをLED対応にするための半導体リレーも発売されている。

### バスの車内における方向指示器

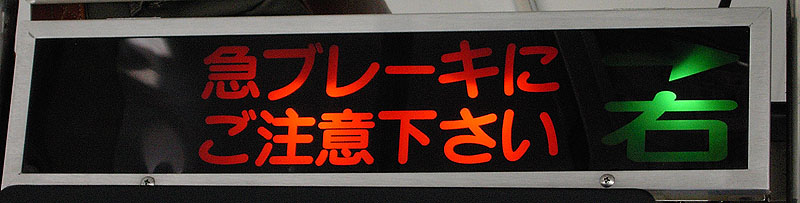
路線バスの乗客用方向指示器

路線バスの一部には、方向指示器と連動して点灯する表示灯を客席前方の車内に備える場合がある。フットブレーキの操作に連動する表示灯とともに、乗客から視認しやすい位置に設置される。

### 音による補助装置
トラックなどの大型車のうち、日本向けの車両には方向指示器を操作した際に外部のチャイムを鳴らしたり、チャイムと共に「右（左）へ曲がります」と音声を流す装置を装備するものがある。一部の路線バス車両では、左の方向指示器を出したときのみチャイムが鳴るようにしたものもある。

### 操作部
方向指示器を操作するスイッチには、右左折などの合図の際に用いるスイッチと、非常停止灯（ハザードランプ）として機能させるスイッチがあるのが通常である。

#### 方向指示スイッチ

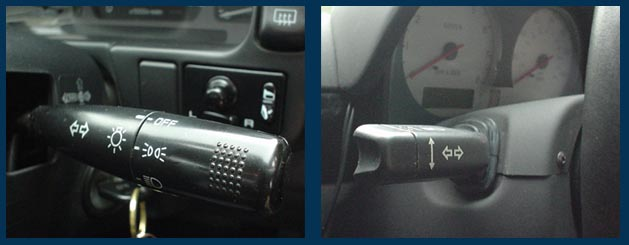
コンビネーションスイッチ（左）と単独スイッチ（右）。写真は共に右ハンドル車

矢羽根式の自動車ではダッシュボード上に装備されたレバーによるワイヤーで操作するものもあった。電動の矢羽根式や点滅式ではトグルスイッチなどの電気スイッチがダッシュボード上に装備されるようになった。電気スイッチは、左右（あるいは上下）2方向に接点を有するスイッチが使われ、合図の開始と終了のいずれにもドライバーによる操作が必要であった。1950年代頃から、ステアリングコラム側面に装備され、ステアリング・ホイールから手を離さずに操作できるレバーが主流となった。ステアリングホイール内側に円環型の警笛スイッチを持つ車種では、警笛スイッチを円周方向に回転（時計回り・反時計回りに回転）できるようにし、方向指示スイッチとしたものもあった（日本では1960年代のトヨタ車が採用）。同時に、ステアリングシャフトの回転を利用した機構でステアリングを中立に戻す際に、自動的にレバーが中立位置まで戻り、合図がオフとなるオートキャンセラーの装備が進んだ。オートキャンセラーはアメリカ車などではステアリングポストに装備された初期から普及した一方、欧州車などでは近年までオートキャンセラーを装備しない車種も見られた。
標準的なオートキャンセラー付きスイッチの場合、レバーを操作して一定の位置を越えるとクリック感があり、スイッチオンの位置で固定される。クリック感のある位置を超える前にスイッチは入るがレバーは固定されず、手を離すとばねの力で中立位置（スイッチオフ）に戻る。オートキャンセラーはステアリングを中立に戻す際の回転角度がある一定以上になると働くが、車線変更（レーンチェンジ）などのようにステアリング操作角度が小さい場合はオートキャンセラーが作動せず、手動でスイッチをオフにする操作が必要になる場合もある。レバーが固定されない位置でスイッチが入る機能は、車線変更の際に手動でスイッチを切る操作を省くことができる。初期のオートキャンセラーには備わっておらず、この機能の普及初期には「レーンチェンジャー付き」と称したメーカーもあった。現在は、レバーを軽く一度だけ操作すれば、あらかじめ任意に設定された回数の点滅を自動で行う車種もある（主要なドイツ車など）。現在のBMW車（MINIを含む）および一部レクサス車では、レバーを操作してもオン位置で固定されず常にセンター位置に戻る方式を採用している。

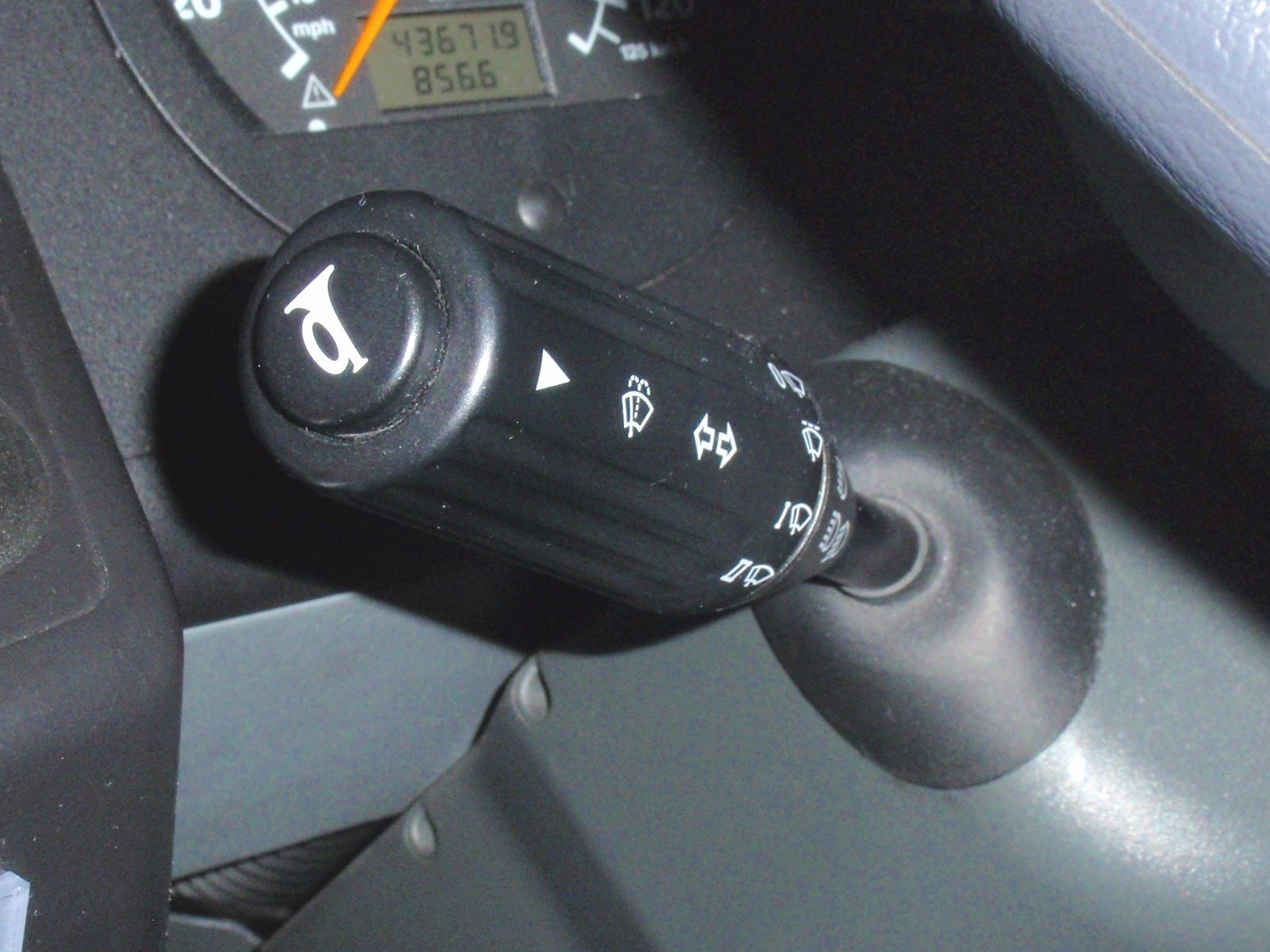
ターンシグナルとワイパーのスイッチが一体になったメルセデス・ベンツのマルチファンクションレバー（写真のタイプは警笛も一体化）

日本車の場合は方向指示スイッチと、前照灯などの灯火を操作するスイッチが1本のレバーに組み込まれたコンビネーションスイッチが主流である。欧米の車種の場合は前照灯などのスイッチが独立してダッシュボードに配置装備されている場合もあり、ターンシグナルスイッチ単独のレバーも見られる（ただしパッシング・ロー／ハイビーム切り替え機能は残っている）。まれにダッシュボードからパドル状の操作スイッチをステアリングホイール付近に延ばす方式（三菱・ギャラン）や、メーターナセルのふちにロッカースイッチを装備する方式（シトロエン・BX）なども見られる。メルセデス・ベンツの車種のうち、モデルW201、W124、W126の時代までは、右ハンドル仕様はステアリングコラムの右側に、左ハンドル仕様は左側に配置されていたが、それ以降の車種ではISOの規格に合わせ左側に統一されるようになった。なお、メルセデス・ベンツの主要モデルでは、ターンシグナルとワイパーのスイッチを一本のレバーに一体化したマルチファンクションレバーを永らく採用している。
ターンシグナルスイッチの配置は、日本車や韓国車、オーストラリア車等のうち日本国内向けやオセアニア、東南アジアの左側通行採用国に向けた仕様ではステアリングコラムの右側にレバーが装備されるのが通常だが、他の国のメーカーによる車種や日本メーカーのそのほかの仕様では、ハンドル位置の左右にかかわらず左側に装備されることが多い。これは、ISO規格で強く推奨されているためである
。したがって、右ハンドルの日本車でも、日本国内で販売される仕様と、欧州の左側通行の国（イギリス・アイルランド・マルタ・キプロス）で販売される仕様とでは、方向指示スイッチの配置が異なる。北米生産のGM車（キャデラック、サターン）、ヒュンダイ車など、日本向け輸入車の一部には右ハンドル・右側方向指示器を採用している車種がある。
オートバイの方向指示スイッチは、左側ハンドルのグリップ付近にスライド式のスイッチが装備されていることが多い。進行方向に対して左右あるいは上下に操作することでスイッチが入り、スイッチを切る操作は中立に戻す方式や、スライドスイッチの中央にキャンセルボタンを備えたプッシュキャンセル式がある。プッシュキャンセル式のスライドレバーは指を離すと中立の位置に戻り、中立位置でキャンセルボタンを押すとスイッチが切れる。プッシュキャンセル式は、はじめ中型以上の排気量区分（400cc超）を中心に普及したが、やがてほかの排気量区分へも普及していった。ハーレーダビッドソンやBMWなどの一部車種では、左右独立したプッシュボタン式のスイッチが左右それぞれのグリップ付近に装備され、1度押すとスイッチが入り、再び押すとスイッチが切れる。旧型のホンダ・スーパーカブは「そば屋の出前持ちが片手で運転できるように」との配慮から、スロットル操作を担う右グリップ側に装備されている。
オートバイは自動車に比較するとステアリングの操作角度が小さいことから、自動車のような機械的なキャンセラー機構は普及していない。カワサキ・Z1-R/Z1R-IIなどでは、ターンシグナルが作動してから一定時間経過後に走行距離でオフとなる時限・距離式のオートキャンセラーが採用された。1982年（昭和57年）のホンダ・CBX400Fインテグラには角度検知センサなどを使用したオートキャンセラーが採用されたが、当時は動作が安定せず姿を消している。ホンダ・フュージョンでも、右左折終了時に自動でターンシグナルの作動を終了するオートキャンセル機能を搭載していた。フュージョンのオートキャンセル機能は比較的高精度だったが、ターンシグナルを自動終了するだけという機能の単純さに対して掛かるコストが見合わないと、他の車種にまで大きく普及することはなかった。

#### ハザードスイッチ

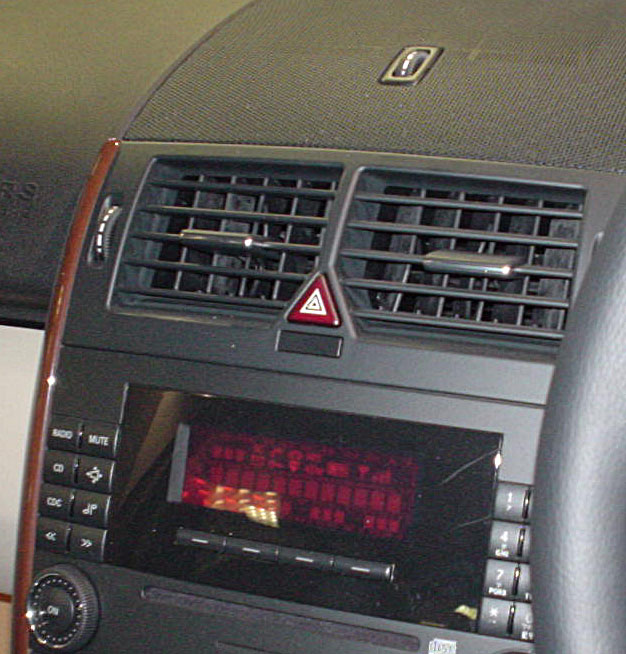
メルセデス・ベンツのハザードスイッチ 形状とアイコンが三角非常停止板を模している

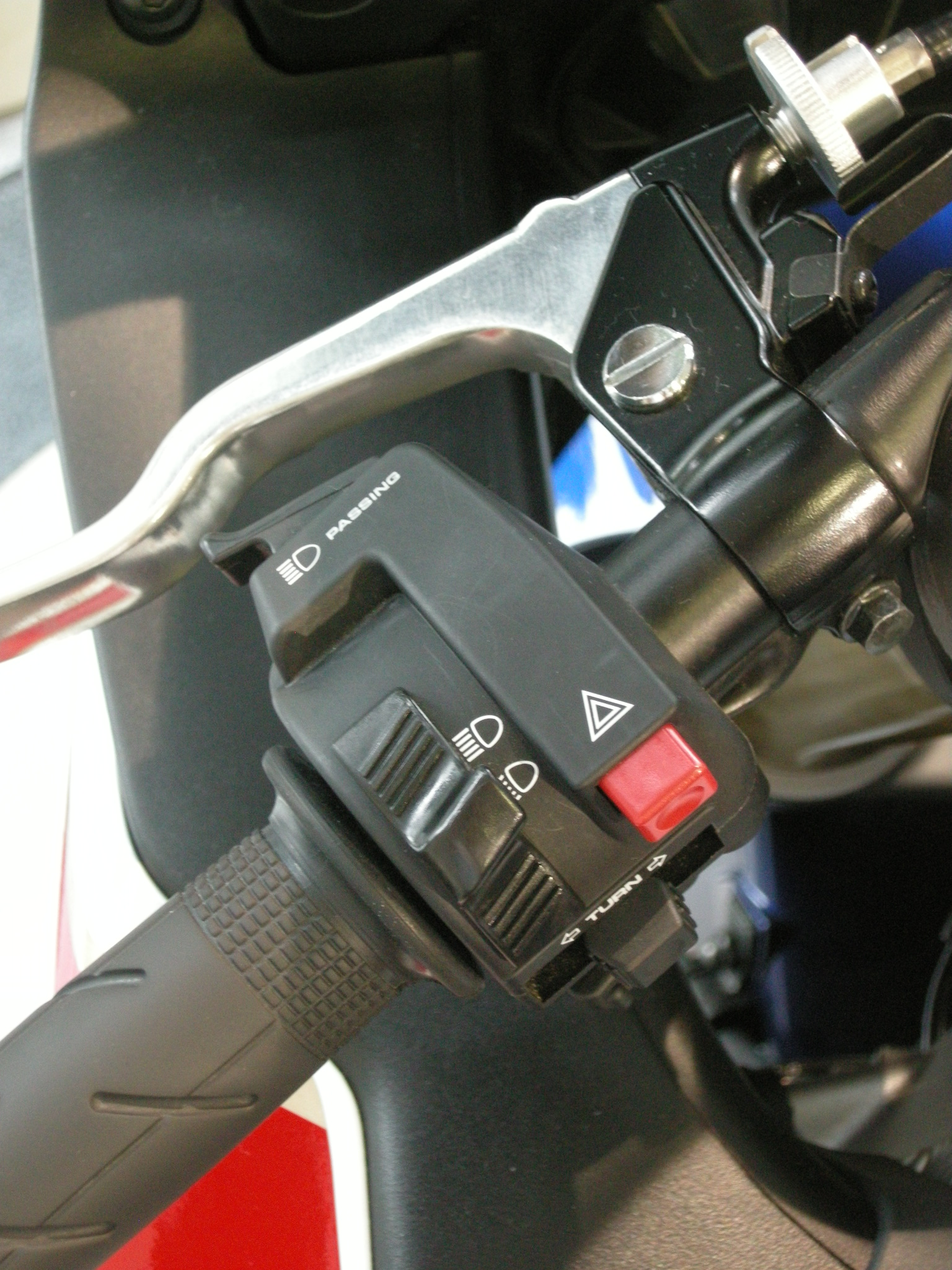
二輪車に装備されているハザードスイッチ

ハザードランプのスイッチは方向指示スイッチとは独立して備えられる。乗用車や小型商用車においては、古くはステアリングコラムの上面に小型のプルスイッチやシーソースイッチとして装備されていたが、ダッシュボード中央や運転席と助手席の間など、どの座席からでも操作しやすい位置にプッシュスイッチが装備されるようになった。かつてのものより大きめで、ハザードランプの動作に連動してスイッチが点滅するものもある。大型トラック・バスにおいては、以前はレバーを手前に引いてオン、奥へ戻すとオフ（またはこの逆）もあったが、ステアリングコラム左側のレバーを手前に引くことでオン・オフ切換とするものが一般的である。変わったものではトヨタ・ジャパンタクシーではステアリングホイール上にハザードスイッチを有する。
緊急時に備えてイグニッションキーがオフや抜かれた状態でもハザードランプは作動する。また、一部の車種は急制動時や衝撃を感知したときにも自動的に作動する。方向指示スイッチで操作されている最中でもハザードランプのスイッチを押すとハザードランプの機能が優先され、全ての方向指示器を同時に点滅させるのが一般的だが、ドイツ車の一部（メルセデス・ベンツ、MINIを含むBMW、フォルクスワーゲンなど）では、ハザードランプ動作中に方向指示スイッチを操作すると方向指示の機能を優先する車種もある。
オートバイにはハザードランプの装備義務がない。川崎重工業がいち早くハザードスイッチを装備していて、近年では全メーカーの250ccクラス以上の日本仕様のオンロード系車種の多くに装備されるようになった。オートバイの前照灯が常時点灯にされることに伴い、前照灯スイッチを廃した代わりにハザードスイッチを装備させるなどして普及した。アフターマーケットにはハザードランプスイッチを持たない車種用に、独立したスイッチを追加する製品がある（ただし、リレー上には実装されていてもスイッチがないことでオミットされている場合はまだしも、ハザードランプ作動のためにリレーを交換する場合ではイグニッションがオンでないと作動しない、あるいはオン以外でも作動できるようにすると通常の方向指示もオン以外で作動するようになる）ほか、方向指示スイッチを特定操作（例えば右、左、キャンセル、など）によってハザードランプを作動させるようにしたものもある。

### インジケーター

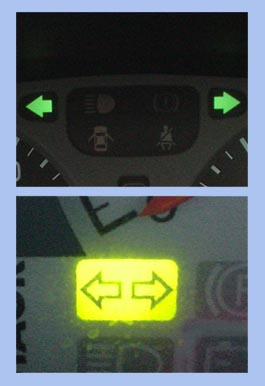
インジケーターの左右別タイプ（上）と共通タイプ（下）

運転者に動作を知らせるインジケーターが装備される。メータパネル上には表示部と同調して点滅するランプが装備され、インジケーターは左右別のランプが装備されるのが一般的だが、欧州車では左右共用のランプを一つだけ装備するものがある。例としてはオペル・コルサ（Bモデルまで）、ルノー・トゥインゴ（初代・現行モデル共に）など一部の欧州製小型車に見られるほか、1990年代前半頃までのフェラーリ各車（348など）にも同様の装備が見られる。オートバイの場合にはメータパネルのスペース上の問題から、左右共用タイプも比較的多くみられる。
自動車では点滅に合わせて音が発して聴覚的に動作を通知する。リレーの動作音をそのまま利用する場合が多かったが、回路の電子化が進んだ現在では電子合成音を採用するケースが増えている。ブザー音のほか、従来のリレー作動音を再現したものがある。

### 制御機構
方向指示器はスイッチオンで点灯するのみのほかの灯火と異なり、ランプを一定の点滅速度に制御する機構が組み込まれている。点滅速度は、日本やアメリカの法令では「毎分60 - 120回で一定」と定められ、その他の国や地域においても同様に、欧州を中心とした標準化委員会が定める規格が採用されている。また、安全性の問題から完全に同期する必要があり（点滅時期がずれると、仮現運動知覚(apparent motion perception)により幻惑されるおそれがある）、すべてのランプは一つの制御機構によって制御されるのが通常である。一部の例外としてバッテリーレス仕様のオートバイでは、全てのランプを同時に点灯させるだけの電力を供給できない場合があるので、ランプは前後交互に駆動される仕組みをとるものがある。
点滅を制御する装置にはリレー（ターンシグナルリレー）が古くから利用されている。方向指示スイッチやハザードスイッチでリレーに通電すると、ランプに電流を流す回路に一定間隔で通電と切断を繰り返し、ランプが点滅する。古くから利用される方式としてはサーマルリレーが採用されてきたが、電子部品の発達に伴い、コンデンサや半導体を利用したリレーも利用されるようになった。さらに、高度に電子化された現在の自動車においては、コンピュータで制御される例もある。
サーマルリレーはサーモスタットに使用される物と同様のバイメタルを利用する方式で、バイメタルのほかにヒータを備えている。バイメタルは熱膨張率が異なる2種類の金属を貼り合わせた接点金具で、ヒータによって熱が加えられるよう配置されている。待機状態ではバイメタルの接点は通電状態にあり、リレーに通電するとランプとヒータの電流を流す主回路に通電する。ヒータが発熱することで、やがてバイメタルが変形してバイメタルの接点が離れて主回路が切断される。熱を受けなくなったバイメタルは時間の経過とともに元の形状へ戻り再び主回路を閉じる。これを繰り返すことで主回路が開閉を繰り返し、ランプが点滅する。バイメタルは金属物性を利用しているので耐久性に富み、特性も変化しにくい（=点滅周期が安定している）ためこの方式は長年主流であった。ヒータ部については加熱/冷却が繰り返されるため安定性の高い金属が採用され、これが部品を比較的高価としていた。コンデンサと抵抗による発振回路を利用したリレーも使用されるようになるが、キャパシタの容量劣化による点滅周期の変化が起きやすく、寿命の点ではバイメタル方式の方が優れていた。タイマICなどの半導体素子の制御による電子式（トランジスタ式）リレーが登場して以降も、自動車用はほかの用途の半導体リレーと異なり、主回路の開閉には機械式リレーを利用している。
近年では、主回路の開閉もパワートランジスタ素子で行う電子式リレーが採用されるようになった。方向指示器の操作回数が多い路線バスでは、リレーの接点不良による方向指示器の故障を避ける観点から、1980年代半ばから電子式リレーが一部の事業者で採用されている。電子式リレーは点滅精度が最も安定しており、部品単価も抑えられる。室内灯やドアロックなど他の電装品を制御するコンピュータユニットを備えた車種では、方向指示器の点滅制御をコンピュータユニットに統合する場合もある
日本やアメリカ、EUの法令や規格では、方向指示器でランプ切れなどが発生した場合は運転者に通知するように定められていて、制御回路はこのための機能も持つ。方向指示器の各ランプは並列に接続されており、1つのランプで球切れなどにより電気が流れない状態になっても他のランプは点灯（点滅）できるようになっている。一方で、リレーに流れる電流量が変わるため、リレーの動作が変化する。あるいは、電子式であれば電流検出抵抗により電流値の変化を検出して制御を変える。これにより、方向指示器の点滅速度を速くしたり、点滅せずに連続点灯の状態にすることで異常を知らせるようになっている。
ハザードスイッチの回路は運転者の操作以外にも、カーアラームやリモコンドアロックなどの応答を表示するアンサーバック機能として、あるいはエアバッグなどの衝突安全装備と連動したり、急ブレーキ時の車両減速度に応じて自動的に制御される場合もある。これらの機能に利用される制御回路は方向指示器の回路とは別に設置され、アンサーバック機能が故障しても方向指示器の動作に影響が与えない配慮がされている。

## 法令・規格
方向指示器に関する法令・規格には次のようなものがある。

### 日本
2024年（令和6年）現在における日本の車両保安基準では、方向指示器の灯光の色は橙色と定められており、前後共に側面方向指示器を除き片側2灯まで設置が認められている。
取り付け位置も詳細に決められており、まず車体の周囲360度からいずれかの方向指示が視認できなくてはならない、さらに個々の方向指示器の動作視認範囲が決められており、たとえば右前面の場合であれば、方向指示器の中心を起点とした車体正面方向中心線から、左周り45度・右回り80度の範囲で点滅動作が視認できなくてはならない。
側面方向指示器とは別に、ディーラーオプションやアフターマーケットなどで販売されているドアミラーや屋根の両端に装着する補助的な方向指示器は、道路運送車両の保安基準の第四十一条の二（補助方向指示器）に規定、分類される。メーカーオプションのドアミラーの場合、側面方向指示器に分類される場合もある。

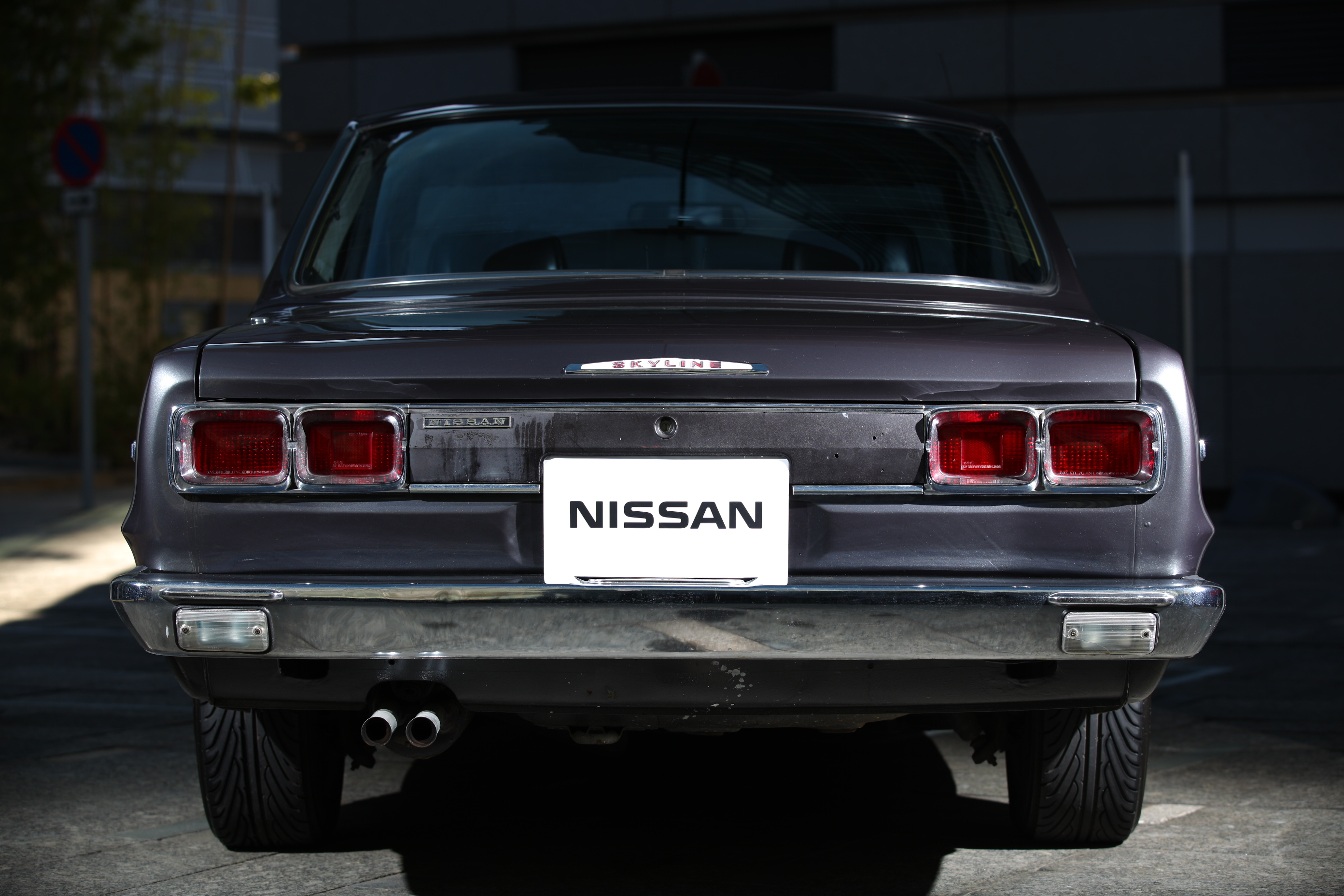
赤色の尾灯と方向指示器を兼用する車両の例（C10型日産・スカイライン、1968年 - 1972年）

なお、現行の保安基準が施行される1973年（昭和48年）11月30日以前に製造された車両や、日本の車両法および道路交通法が適用されない在日米軍の車両については、赤色の尾灯（テールランプ）と方向指示器を兼用している場合でも合法となる。
過去に製造された一部の乗用車やバス車両には、後部方向指示器を片側3連ずつとし、順次点灯させて点灯部の面積を徐々に増すものや、点灯部が流れるように移動する「シーケンシャルタイプ」と呼ばれるものが存在した。デコトラなどでこれを真似たカスタムも見られ、3連を大きく超える個数のものもあるが、輝点の移動や点灯面積の変化が認められていないため、保安適合措置違反となる。しかし、2014年（平成26年）10月9日より保安基準の一部改正が行われ、一定の要件を満たすものに限り、方向指示器のシーケンシャル点灯（連鎖式点灯）が認められることになった。
方向指示器を車幅灯（スモールランプ）としても機能させる改造（いわゆるウインカーポジション）については、2005年（平成17年）12月31日までに製造された車両の場合、以下の条件を満たせば保安基準に適合する。
色はすべて同色（橙色）にし元の白色は点灯させないこと。方向指示器作動時の条件として「方向指示器を出している側の車幅灯は消灯（方向指示の点滅のみ）、出していない方は車幅灯をそのまま点灯させる。
逆に、方向指示器を作動させている側の車幅灯を消さず、点滅式ではなく明滅式にすると不適合である。また、方向指示器を出していない側の車幅灯まで消灯させることも不可である。面積に関しては前後共に20立方センチメートル以上必要であり、改造によりアフターパーツの方向指示器を装着した場合は面積の基準に注意が必要である。改造により側面から点灯が確認出来なくなった場合は、ドアミラーウィンカーなど補助方向指示器が装着されていれば、合法とみなされ、何ら問題ない。
なお、2006年（平成18年）1月1日以降に製造された車両については、車幅灯は白色及び電球色しか認可されないため、方向指示器と車幅灯の兼用は不適合となる。
自動車用の灯火のバルブ規格にはT20、T16/10、S25、G18など数種類あるが、このうちウインカー用は特に決まっておらず、改造により規格が変わった場合は視認性や明るさに問題がなければ合法となる。
- 道路運送車両法
  - 第41条第1項第15号 （方向指示器を装備しない自動車（二輪車等含む）の運用禁止）
  - 第44条第1項第9号 （方向指示器を装備しない原動機付自転車の運用禁止）
- 道路運送車両の保安基準
  - 第41条 （自動車・自動二輪車の方向指示器に関する詳細）
  - 第41条の2 （補助方向指示器に関する詳細）
  - 第41条の3 （非常点滅表示灯に関する詳細）
- 道路運送車両の保安基準の細目を定める告示
  - 第48条、第104条、第160条 （自動車・自動二輪車の方向指示器の技術的基準）
  - 第49条、第104条、第161条 （自動車・自動二輪車の補助方向指示器の技術的基準）
  - 第176条、第182条、第188条 （原動機付自転車の方向指示器の技術的基準）
  - 別添59 （方向指示器の技術的基準の詳細）
  - 別紙1 （方向指示器の種類）
- 道路交通法
  - 第53条 （車両の進路変更時の合図の方法）
  - 第120条第1項第8号 （進路変更時の合図不履行に関する罰則）
  - 第120条第2項 （不必要な合図に関する罰則）

### アメリカ
| シボレー・コルベット（C5）の例北米仕様（左）は尾灯と方向指示器が兼用の赤一色であるが、日本向け（右）は尾灯の下半分が別色の方向指示器になっている  |  | シボレー・コルベット（C5）の例北米仕様（左）は尾灯と方向指示器が兼用の赤一色であるが、日本向け（右）は尾灯の下半分が別色の方向指示器になっている |
| シボレー・コルベット（C5）の例 北米仕様（左）は尾灯と方向指示器が兼用の赤一色であるが、日本向け（右）は尾灯の下半分が別色の方向指示器になっている |  | |

アメリカ合衆国における方向指示器の規定は、世界の中でも独特である。アメリカ車およびアメリカ仕様車では、前部方向指示器は橙色（アンバー）に規定されているが、車幅灯（スモールランプ、ポジションランプ）と兼用にしていることが多く、その場合は光の増減のみで動作を示す「明滅式」である。
また、側面方向指示器の装備義務はないが、アメリカで義務化されているサイドマーカー（側面前方アンバー、側面後方レッド）の前方に方向指示機能を有する場合もある。その場合は正面前部がダブル球の明滅式、側面前方が点滅式で、前部と側面前方が交互に作動する。
後部方向指示器は橙色だけでなく赤色も認められており、赤色の場合はブレーキランプやテールランプと兼用されていることが多い。逆に方向指示器の発光面積の規定が日本や欧州より厳しく、主に欧州メーカーでは本来の方向指示器を赤くし、ブレーキランプも同時に点滅させることで方向指示面積を広げて基準をクリアしているケースもある。
日本や欧州において、これらアメリカ独自の仕様を持った方向指示器は保安適合しないため、そのような車両を日本で運行させることは、現行の保安適合措置が施行される以前の旧車、もしくは日本の保安基準が適用されない例外（在日米軍の公用車両や、アメリカ大統領専用車両を含む外交ナンバー装着車両など）を除き許可されない。アメリカ仕様車を日本に輸入し販売する際には、前部方向指示器の改修や側面方向指示器の増設、後部方向指示器の独立した設置など保安適合措置が必要となる。また独立した車幅灯や左側通行にあわせた前照灯照射範囲の改修も必須である。
- Federal Regulations part571 Federal Motor Vehicle Safety Standards No.108 "Lamps, reflectivedevices, and associatedequipment" （方向指示器を含む灯火類に関する法律）
- SAE Standard J588e "Turn Signal Lamps for Use on Motor Vehicles" （方向指示器の構造規格）

### EU
- UNECE Regulations (1958 Agreement and addenda) Addendum 5: Regulation No. 6"UNIFORM PROVISIONS CONCERNING THE APPROVAL OF DIRECTION INDICATORS FOR MOTOR VEHICLES AND THEIR TRAILERS" （方向指示器の構造規定）
- UNECE Regulations (1958 Agreement and addenda) Addendum 47: Regulation No. 48 INSTALLATION OF LIGHTING AND LIGHT-SIGNALLING DEVICES （方向指示器を含む灯火類の実装規定）

## 様々な用法

### 日本
日本では、方向指示器は右左折や進路変更の合図、ハザードランプは自車が交通の障害物（=ハザード）となっていることを表示するため（日本では夜間照明されていない路上での駐停車中の使用も含まれる）と道交法に規定されている。しかしながら、方向指示器やハザードランプを法規に定められている以外のさまざまな合図を目的として使用される場合もある。
その一方で、後述するハザードランプの用法の中には、その行為を肯定するまたは、直接的に否定できる法令等がないものが存在する。道路交通法および施行令で「合図」として定義されている灯火類の使用方法は、右左折・進路変更・転回（そのほか停止・徐行・後退）だけであり、これらの行為を行わないときは「当該合図をしてはならない」とされている。

#### 方向指示器の用法
- 右左折時
  - 日本では交差点（環状交差点を除く）、または道路外に出るため右折（交通整理が行われている交差点で二段階右折をする場合も含む）または左折する際の合図である。道路交通法第53条各項および道路交通法施行令第21条には、右左折時は、交差点または道路外に出ようとする地点の30 m手前から合図を開始することが定められている[8]。右左折待機中には点滅させず、運転者が求める進行方向に対して進入する直前にしか合図しないのは道路交通法違反の「合図不履行」に該当する。
  - 日本では交差点または道路外に出るための右左折の前段階として、あらかじめ道路の左側端、中央または右側端などに寄るため、進路変更を伴う場合もある。右左折の合図開始は30 m手前からとなっているため、交通の流れに沿ったうえで交差点30 m以上手前までには進路変更を終える。進路変更時の合図は後述。
- 環状交差点を出る時
  - 日本の環状交差点では、環状交差点を出る際にだけ合図が必要である。具体的には、出ようとする出口の1つ手前の出口を通過したら（入口のすぐ次の出口で出ようとする場合には、環状交差点に入るときに）、左折の合図を開始する事が定められている。入口でも左に曲がることになるが、それが左折にはあたらないので、その意図で左折の合図は行わない事に注意が必要である[注釈 8]。
  - 日本の環状交差点に入る時はその前段階として、あらかじめ道路の左側端に寄るため、進路変更を伴う。ただし、通常の交差点と異なり、左側端に寄って進路変更が終わったらいったん合図を止めなければならない（前述のとおり、そのすぐ次の出口で左折する意思表示になるため）。進路変更時の合図は後述。
- 進路変更時
  - 進路変更する（車線を跨ぐか否かにかかわらず進路を左側もしくは右側に寄せる）際の合図である。日本の道路交通法第53条各項および道路交通法施行令第21条には、進路変更動作の3秒前に合図することが定められている[8]。
- 駐停車時および発進時
  - 路肩などに駐停車しようとし、または駐停車中に、左側（右側）に駐車する場合には左（右）方向指示器によって合図を行う。日本の法定合図としては、駐停車のために左に進路変更しようとしてから進路変更を終わるまでの間には左方向指示器の合図が必要だが、完全に停止し駐停車状態となった場合には合図義務はない。
  - 駐停車中に左など片側の方向指示器だけの合図を継続するのは、厳密には日本の道路交通法の法定合図ではないが、例えば日本の路線バスが停留所で停車しようとし、またはしている時には常態として行われている。
  - また、駐停車のあと発進しようとする時も、例えば左側（右側）から発進する場合には右（左）方向指示器を出す。この合図は、発進時に進路変更を伴うのであれば進路変更の合図となる。しかし進路変更を伴わない場合には、厳密には日本の道路交通法の法定ではないが、発進する時には路線バスに限らず常態として行われている。
- 後退時の方向指示
  - 日本の道路交通法では、左折、右折、転回は前進時を想定して規定されており、また後退時には転回時と同様に、他の車両や歩行者の交通の妨げとなる時は停止しなければならない（最も優先度が低い）。以上から、後退時には後退にともない右左折、転回する時も後退灯の合図だけで適法である。またアメリカにおいては、後退しながら進路を変えるときには、後退灯および方向指示器により合図をしなければならない州がある。
- 低速車の警告表示
  - 後述のハザードランプにおける用法も参照。通常四輪車ではハザードランプにより表示するが、道路の左側端によって左方向指示器で示すこともある。オートバイのうちハザードランプ機構の無いものは左方向指示器（右側通行では右方向指示器）により提示する。いずれも法定外の用法である。
- パッシングの代用
  - 前車に道を譲ってほしい場合、本来の合図は前照灯のハイビームを点滅させるパッシングを用いるが、不必要に威圧的な印象を相手に与える場合があるため、最も右の車線において右の方向指示器（右側通行の国では最も左の車線において左の方向指示器）にて代用することがある。法定外の用法である。
- 排気ブレーキ使用時
  - かつては排気ブレーキとブレーキランプを連動させることができなかったため、主に大型貨物自動車において、強力な排気ブレーキを使用する際に後続車への合図として方向指示器を使用することがあった。現在の日本においては1993年の法改正により排気ブレーキ使用時にブレーキランプを点灯させることができるようになったため、この用法はほとんどみられない。

#### ハザードランプの用法
日本においては、夜間や高速道路上の駐停車時を除いて法定外の用法が多い一方で、使用を明確に禁止されている（違反行為に該当する）わけではない場合も多い。
- 後退時
  - 商業施設等の駐車場で、目標の駐車枠を一旦通過してからバックで入庫したい場合など、予めハザードランプを点滅させることで、後続車に対して「車庫入れの体勢に入るので接近しないように」という意志を伝える意味で使われる[10]。
- 低速車の警告表示
  - 車両の故障や他車による牽引、あるいは荒天などの理由により制限速度を大幅に下回る速度で走行する場合や、道路維持作業車や除雪車などが低速走行する場合に、周囲の車両に注意を促す意味でハザードランプを点滅させる用法である。非常事態告知に準ずる用法としてアメリカのSAEスタンダードでは推奨されている[11]。高速道路など危険な場合には、リアフォグランプがあれば代用もしくは併用できる[注釈 9]。なお、日本の徐行の合図としては制動灯の点灯が法定となっている。
- 渋滞最後尾警告
  - 高速道路などで渋滞の最後尾についた際、後続車が追突しないよう注意を促すためにハザードランプを点滅させる用法がある[10]。本用法も危険状態を周囲に通知するという意味で使用される。JAFでは会員向け機関誌「JAFMATE」でこの使用法について触れており、欧州などでもこの使用法が見られる。また、NEXCO3社では「前方の渋滞を見つけたらハザードを焚きましょう」という広報物を出し、本用法を推奨している。日本では法定外の用法である。
- 駐停車時（夜間および高速道路上を除く）
  - 路上に駐停車する際に、夜間や緊急時でない場合にもハザードランプを点滅させる用法である。左側が他の路上駐車車両などにより物陰になる場合には右ウインカーと区別がつかず、発進の合図と混同させるので好ましくないという意見もある[12]。一方ヤマト運輸では、駐停車時にハザードランプを点けるようドライバーに指導している[13]。日本では法定外用法である。
  - 日本やアメリカにおいて、通学通園バス（スクールバス）が児童や生徒の乗降のために停車している最中はハザードランプを点滅させることが法令[14]で義務付けられている。特にアメリカでは児童などの飛び出し事故防止のため、ハザードランプを点滅させて停車しているスクールバスの側方を一般車は通過してはならず、スクールバスが発車するまで待たなければならないことが定められている。日本の場合は、その側方を通過する際に徐行または一時停止して安全を確認することが定められている[注釈 10]。
- 駐停車時（夜間および高速道路上）
  - 一般道路においては、夜間に車道の両側幅員が5.5 m以上（おおむね2車線以上の道路）に自動車[注釈 11]が駐停車するときは、ハザードランプを点滅させるか、尾灯か車幅灯を点灯させることが法令[15]で義務付けられている[注釈 12]。
  - 高速道路（高速自動車国道・自動車専用道路）においては、本線車道、加速車線、減速車線、登坂車線およびこれらの路肩で故障等のためやむを得ず駐停車する場合は、昼夜を問わず適宜発炎筒を使用した上で、おおむね100 m以上後方に予告として昼夜兼用の停止表示器材を置くとともに、ハザードランプを点灯させることが強く推奨されている[注釈 13]。
- 濃霧走行時
  - 濃霧の中を走行する際に、前照灯等の使用とあわせてハザードランプも点滅させ、周囲に自車の位置を知らせる意味で使われている例もある[17]。日本では法定外用法である。
- サンキューハザード（ありがとうハザード）
  - 合流や車線変更時に進路を譲られた際、相手の運転手に感謝を表現する目的でハザードランプを2 - 3回点滅させる用例がある[10]。しかし、本来の使用法とは異なる上、地域や状況によって意味合いが異なる場合があることから、会釈や手であいさつをすることを推奨する見解もある[10]。日本では法定外用法。

### アメリカ合衆国
アメリカ合衆国では方向指示器（ウィンカー）は、turn indicators、turn signal、または単にsignalといい、もっぱら緊急時や危険時に注意喚起のために用いる。ラウンドアバウトでは環状道路を走っている車が優先とされており、ワシントン州などではラウンドアバウトを出る時にだけ左ウィンカーを出す運用となっている。
ハザードランプには「ありがとう」という意味はなく緊急時や危険時以外の状況でちかちか点滅させると挑発していると取られかねない。

## 自動車・オートバイ以外の方向指示器
自動車、オートバイ装備以外の方向指示器としては以下のものがある。

### 自転車の方向指示器
自転車の一部車種にフラッシャーとも呼ばれる方向指示器が装備されている、使用目的は自動車・オートバイ用のものと同様であるが法律などによる規定が存在しないために、その形状・動作はさまざまである。かつては自動車のように無色球と橙色のランプカバーを併用したものも少なくなかったが、多くのものは横一列に並べた赤色ランプを発光パターンによって光が流れるように見えるシーケンシャルアクションを電気制御によって行う。また自転車は搭載電源を持たないために、乾電池を用いる。
自転車の方向指示器は1960年後半から少年用スポーツサイクルに多く採用されたが、ギミック的な要素が多く、実用性に疑問があったこと、また自転車の重量が増加することなどから、1990年代にはほとんどが姿を消している。

### 戦車の方向指示器
戦車に代表される装甲戦闘車両は、多くの国で一般車両の法令、規定適用の例外として扱われており、方向指示器を装備する義務はない。しかしながら近年では、一般道路を走行する場合の周囲への安全を考慮して方向指示器を装備している車両が多い。しかし、これらは法令、規定に沿ったものではなく、あくまで自主的な判断として装備しているもので、一般車両の方向指示器とは異なった実装がされている。一例として、日本の90式戦車の全長であれば、方向指示器は前後のみではなく側面に補助方向指示器が必要とされるが、実際には装備されていない。これらの事情はEU圏の戦車においても同様である。

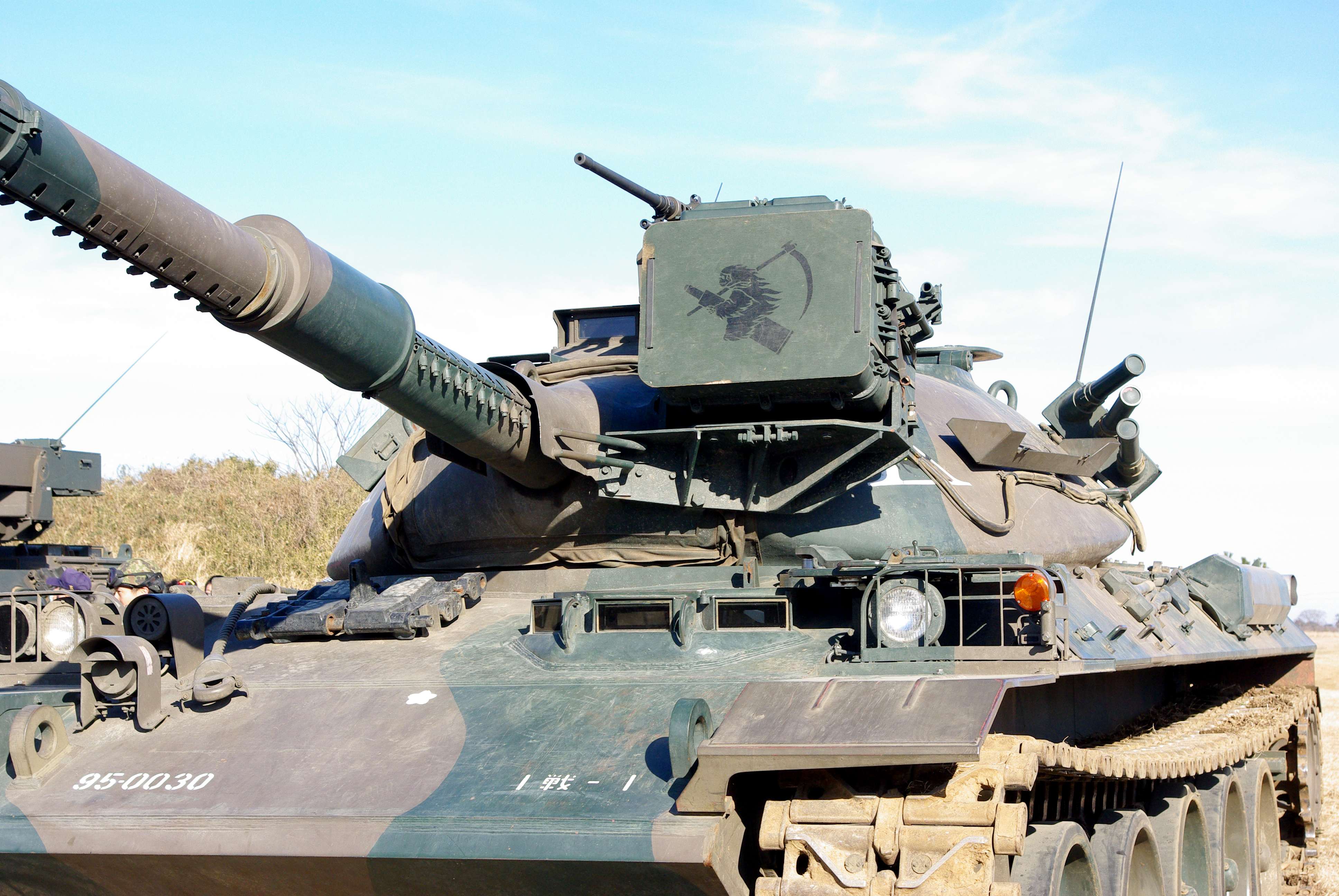
前照灯部に方向指示器を備える74式戦車
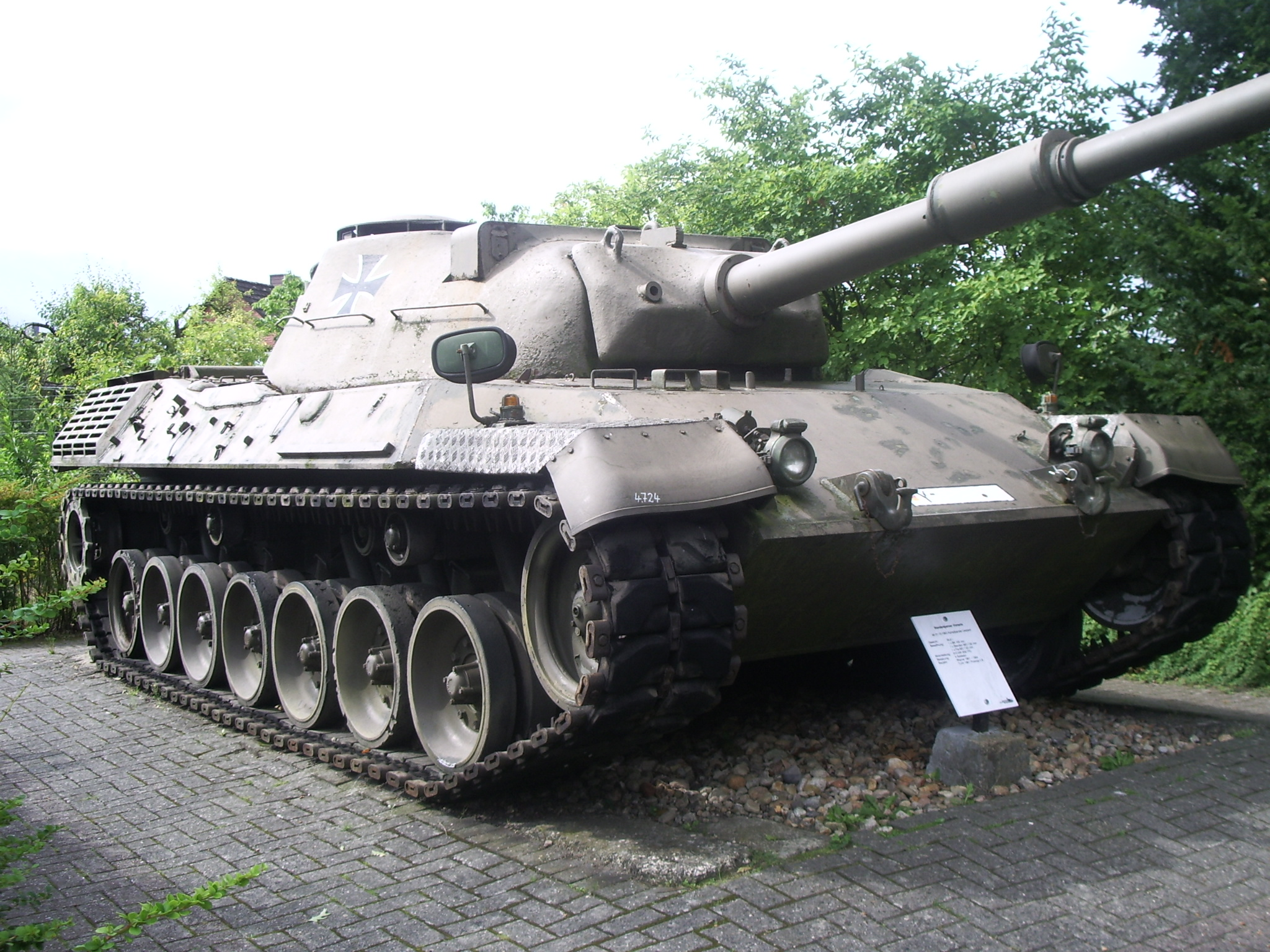
バックミラー基部に方向指示器を備えるレオパルト1
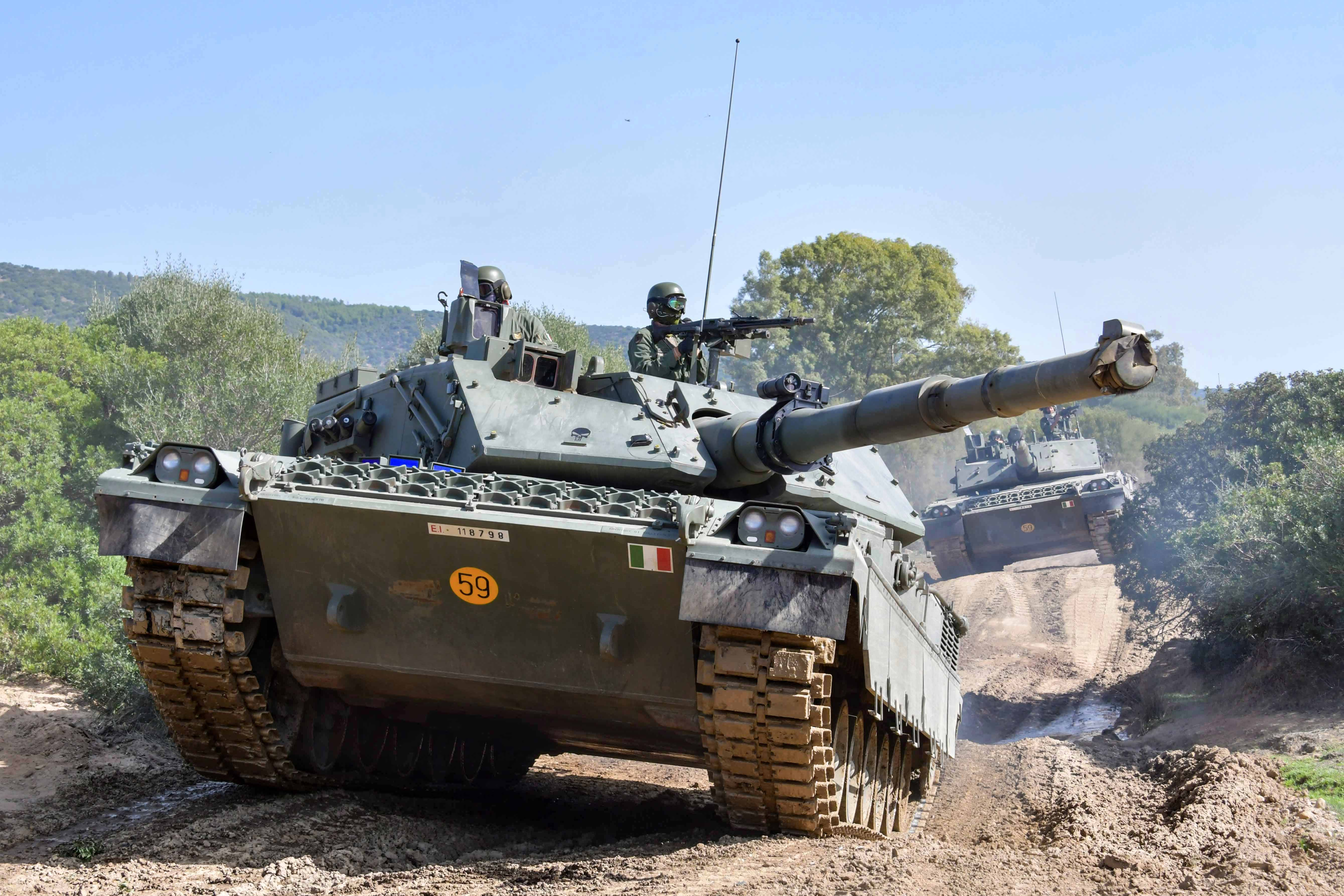
前照灯部に方向指示器を備えるアリエテ
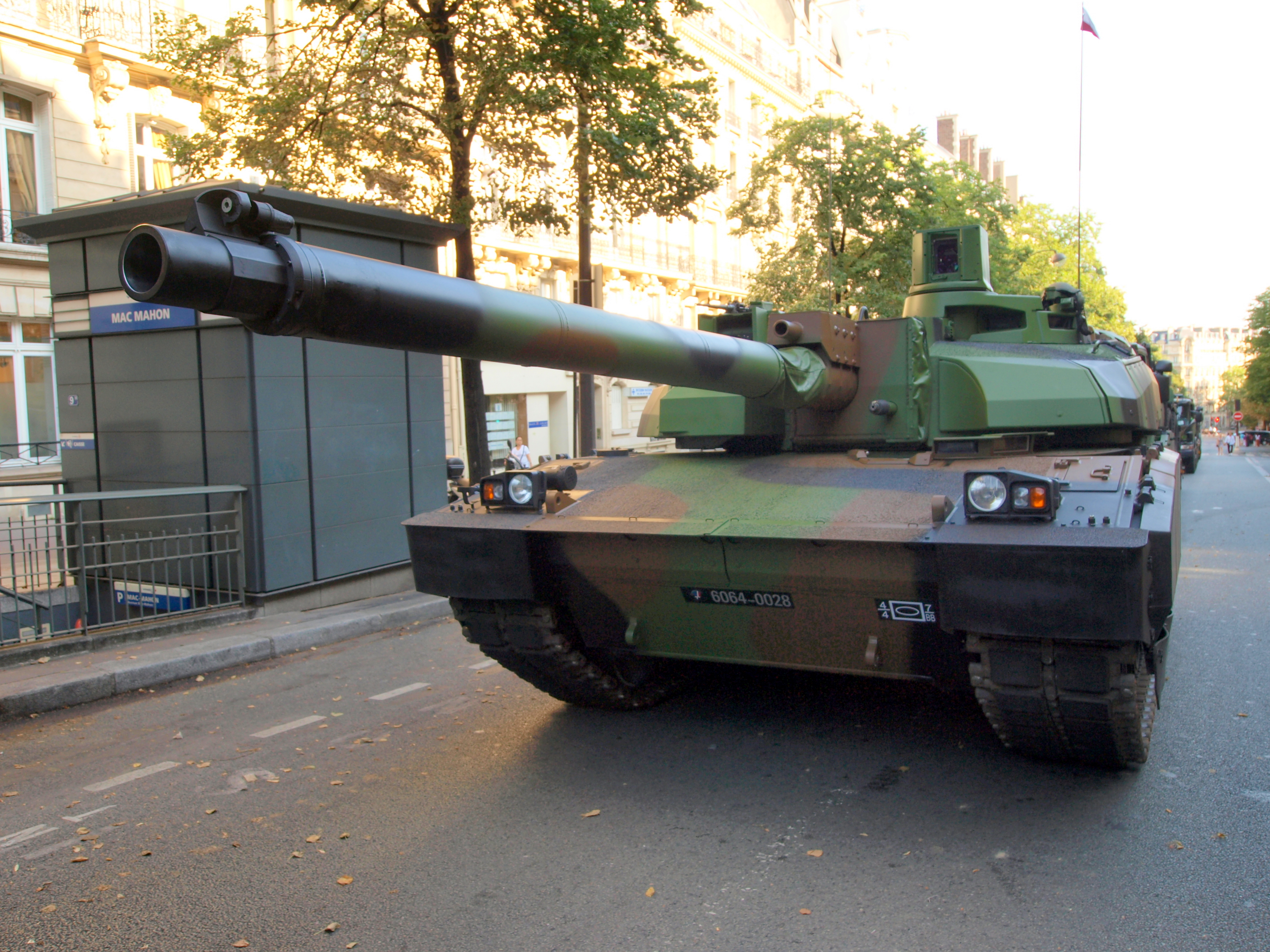
前照灯部に方向指示器を備えるルクレール
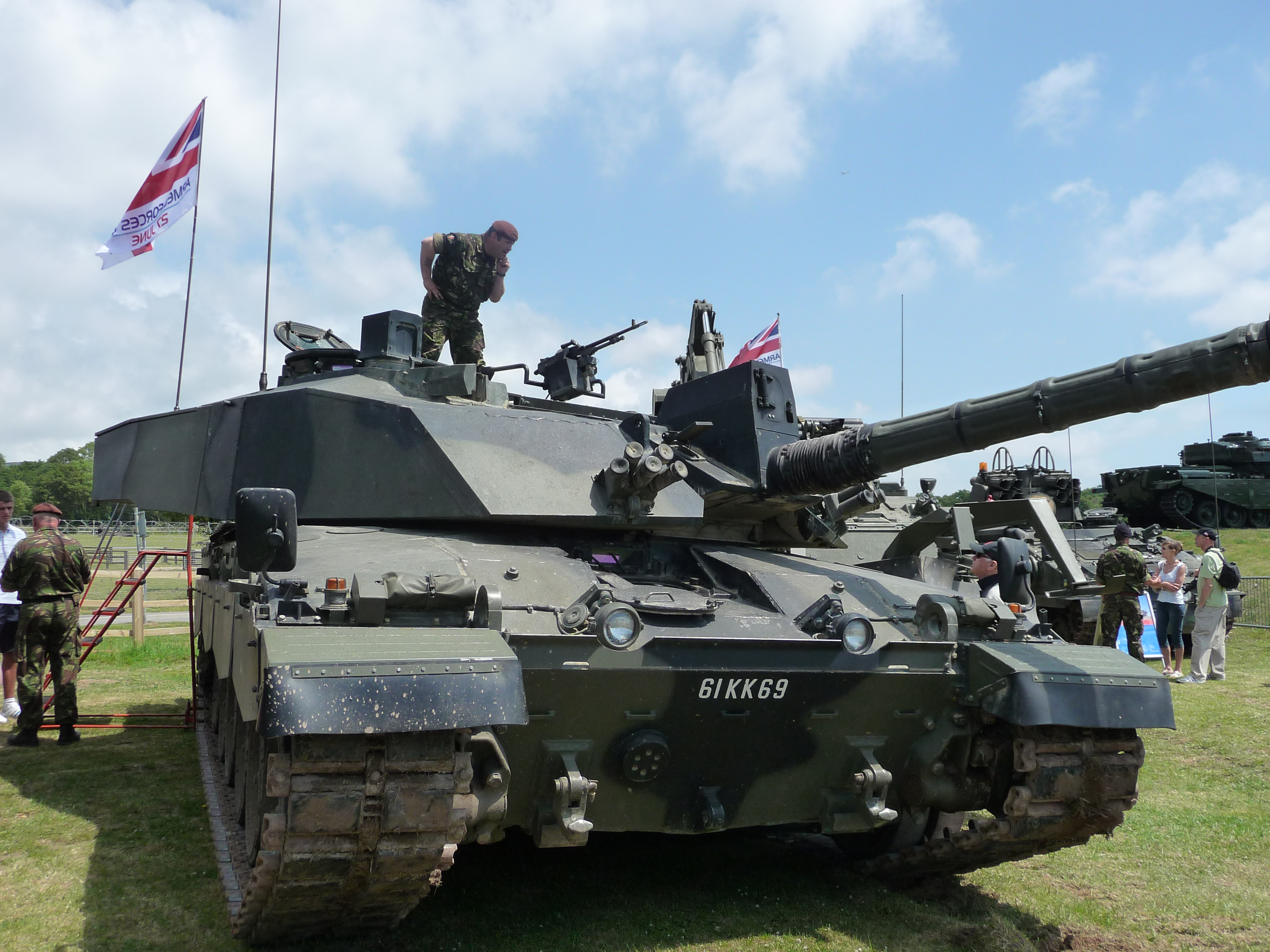
フェンダー基部に方向指示器を備えるチャレンジャー2
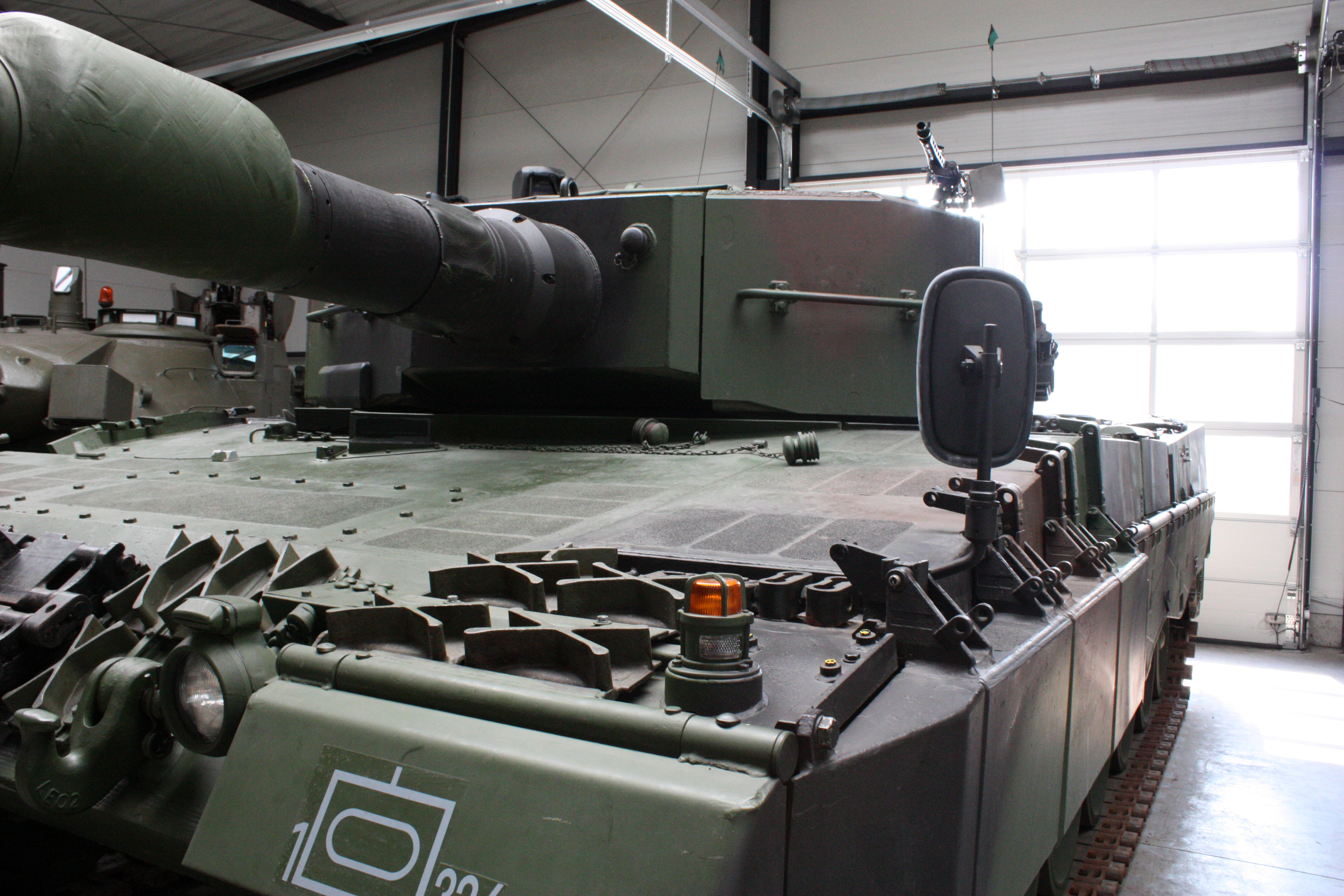
フェンダー上に方向指示器を備えるレオパルト2
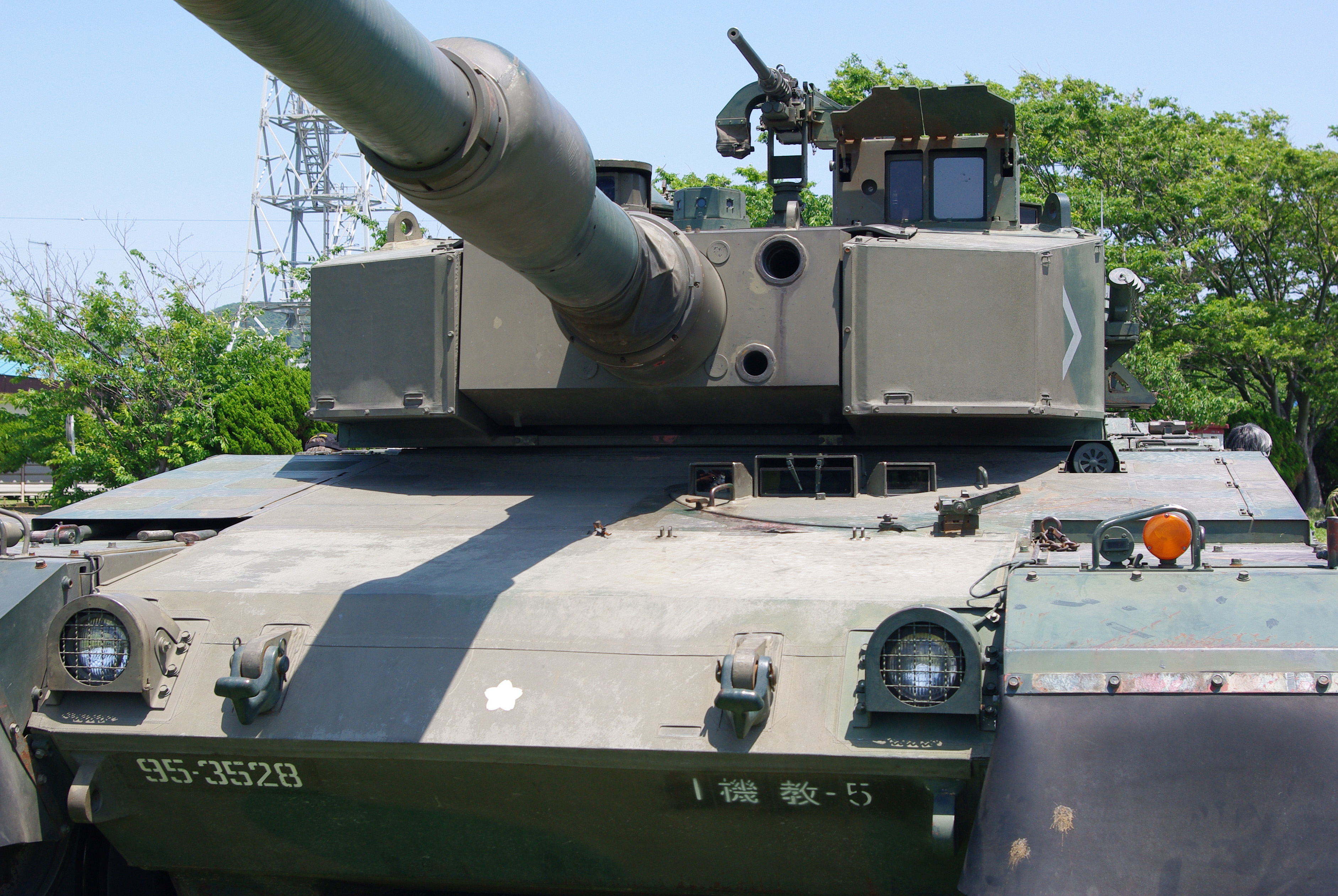
フェンダー基部に方向指示器を備える90式戦車

### 路面電車の方向指示器
鉄道は他の乗り物と違って決められた線路の上しか走行しないため、これから曲がる方向を予告する必要がない。しかし、かつての鉄道ではポイントの切り替え操作が手動であったことから、接近してくる車両に応じてポイントを切り替える必要があり、特に路面電車では道路上に自動車や他の電車が錯綜する中、通常の鉄道より不規則なダイヤで接近してくる電車に対し、転轍（てんてつ）手が手際よくポイントを切り替えなければならなかった。こうした転轍手の常駐する場所を操車塔（そうしゃとう）と呼び、道路から一段上がった小屋か、一段下がったトーチカのような形をしていた。
通常の天候であれば、操車塔の窓から電車の方向幕や系統板を見て正確なポイント操作ができるが、悪天候や夜間の場合、転轍手が方向幕や系統板の表示を見落としてしまい、誤ったポイント操作によって異線進入を起こすことがあった。こうしたことから、ポイントに接近する路面電車から操車塔へ、どちらに曲がるかの合図をより正確に知らせる必要が生じ、一部の都市や鉄道会社の路面電車では方向指示器を使用することとなった。法令で義務づけられたものではないため、事業者によって様々な形状や色が存在した。
早い時期に方向指示器を取り付けた路面電車車両としては、1950年から1953年にかけて東急玉川線に投入されたデハ80形がある。当時の玉川線は、三軒茶屋交差点において二子玉川園方面と下高井戸方面（現在の世田谷線）が分岐しており、ポイント切り替えの正確を期すことが求められたため、デハ80形は新造時から正面窓上部両側に方向指示器を備えている。その後製造されたデハ200形やデハ150形にも方向指示器が取り付けられたが、先に登場していたデハ70形以前の車両には取り付けられなかった。
東急玉川線に次いで方向指示器を導入したのは横浜市電で、1953年製造の1150形が方向指示器を取り付けて登場、1958年製造の1600形も当初から方向指示器が取り付けられていた。ただ、この時期にはこの2形式以外に方向指示器は取り付けられなかった。
一方、神戸市電では既存車への方向指示器取り付けが行われた。500形以降のボギー車全車に方向指示器の取り付け改造を実施して、1958年8月1日から使用を開始した。横浜市電、神戸市電の双方とも中央にプレス加工で矢印を打ち抜いた楕円形のカバーを取り付けた方向指示器（バス用部品）を使用していたが、神戸市電ではカバーにクロムメッキを施していたのに対し、横浜市電では車体色と同一に塗りつぶしていたほか、取り付け位置も横浜市電では前面窓下、神戸市電では前面裾部と異なっていた。その後、横浜市電では1967年の1100形と1500形のワンマン改造時に方向指示器を取り付けたが、神戸市電とは異なり、1300形や1400形などのツーマン運行のボギー車には最後まで方向指示器の取付工事は実施されなかった。また、横浜・神戸両市電とも多数在籍していた単車は方向指示器の取付対象外であったほか、神戸市電で300・400形といった単車の代替に大阪市電の801・901形を購入した100・200形も方向指示器を取り付けられなかった。これらの事業者以外に方向指示器を使用していた路面電車としては、呉市電が存在した。
しかしその後、1950年ごろに大阪市電で開発された、ポイント前方の架線上にトロリーコンタクターという接点を設けて通過・停車位置によってポイントを転換する方式や、京都市電が特許を取得した、軌道回路を利用してポイントの前で電車が通過するタイミングを利用してポイントを転換する方式が開発され、路面電車のポイント操作は無人化された。これにより操車塔は役目を終えて全廃され、それとともに方向指示器の役目も終わりを告げた。
神戸市電の廃止後、広島電鉄に譲渡された500形や1100形、1150形には方向指示器が残っていたが、車体色と同一に塗りつぶされて最終的には撤去された。方向指示器を残したまま営業運転に使われていた最後の路面電車は、前述の東急デハ150形であったが、玉川線から世田谷線に転じた後も、車体更新によって撤去されるまでの間は、前照灯の点灯とともに方向指示器が点灯された状態であった。世田谷線の車両が全て300系に置き換えられると、日本の営業線上で方向指示器を装備した路面電車は全廃された。
なお似て非なるものとして、路面電車の正面下部左右に、テールランプ以外の灯火を装備している車両が存在する。これは大型自動車のように、道路上における大型通行物の接触注意を喚起しているものであって、方向指示器とは全く関係ない。

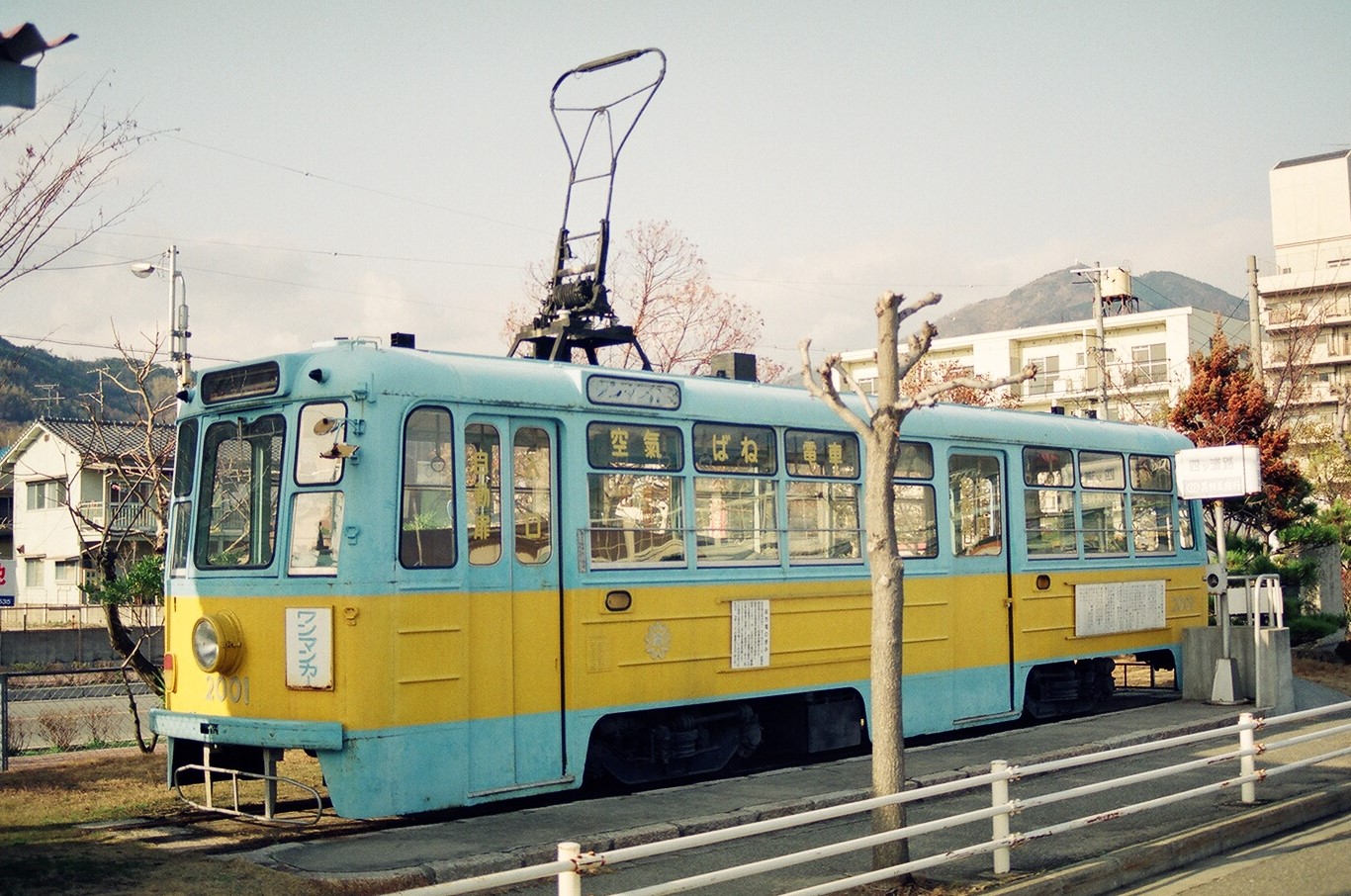
呉市交通局2000形電車。窓上が方向指示器で窓下が尾灯。
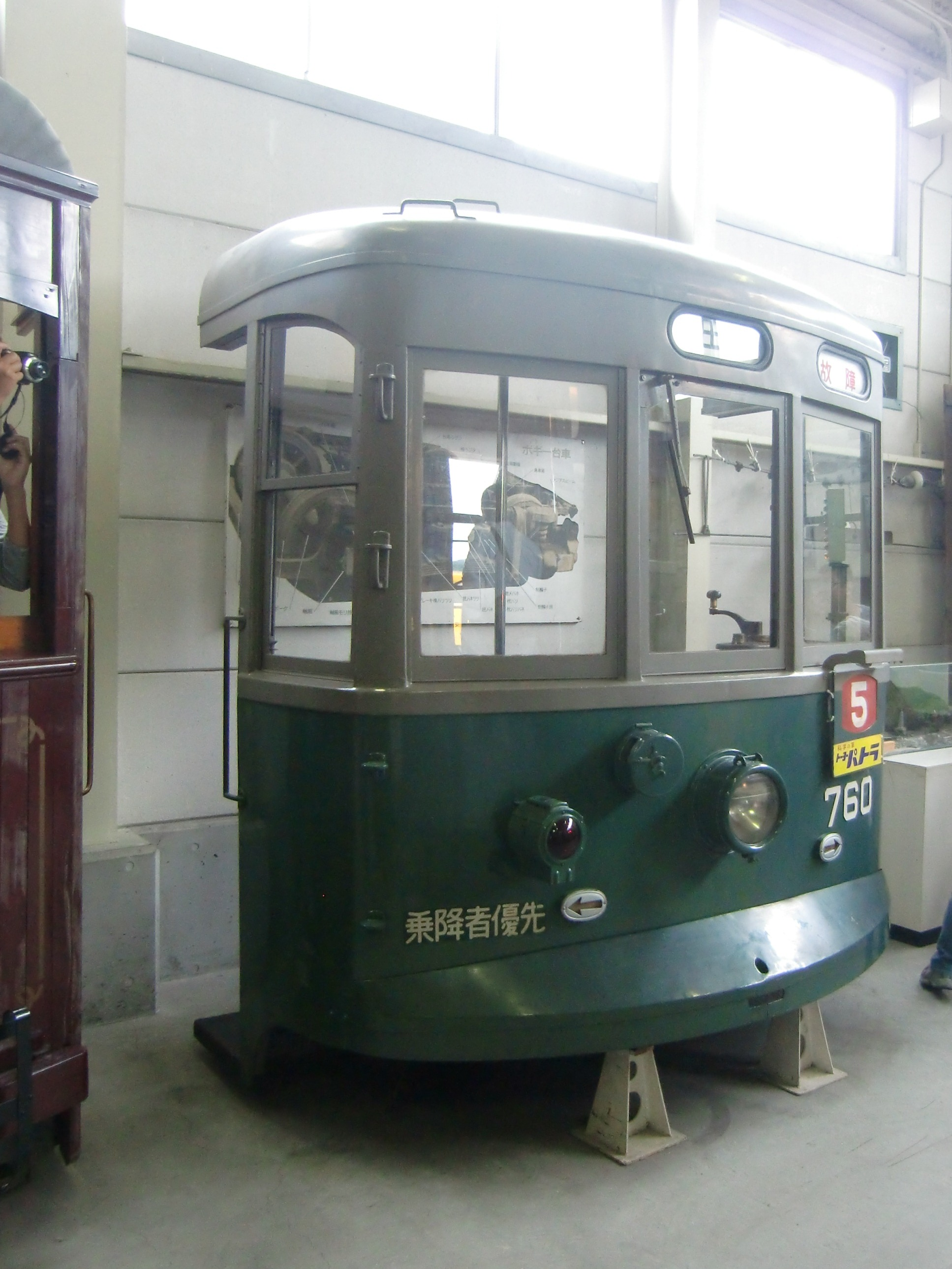
神戸市交通局750形電車。名谷車両基地に現存するカットボディ。
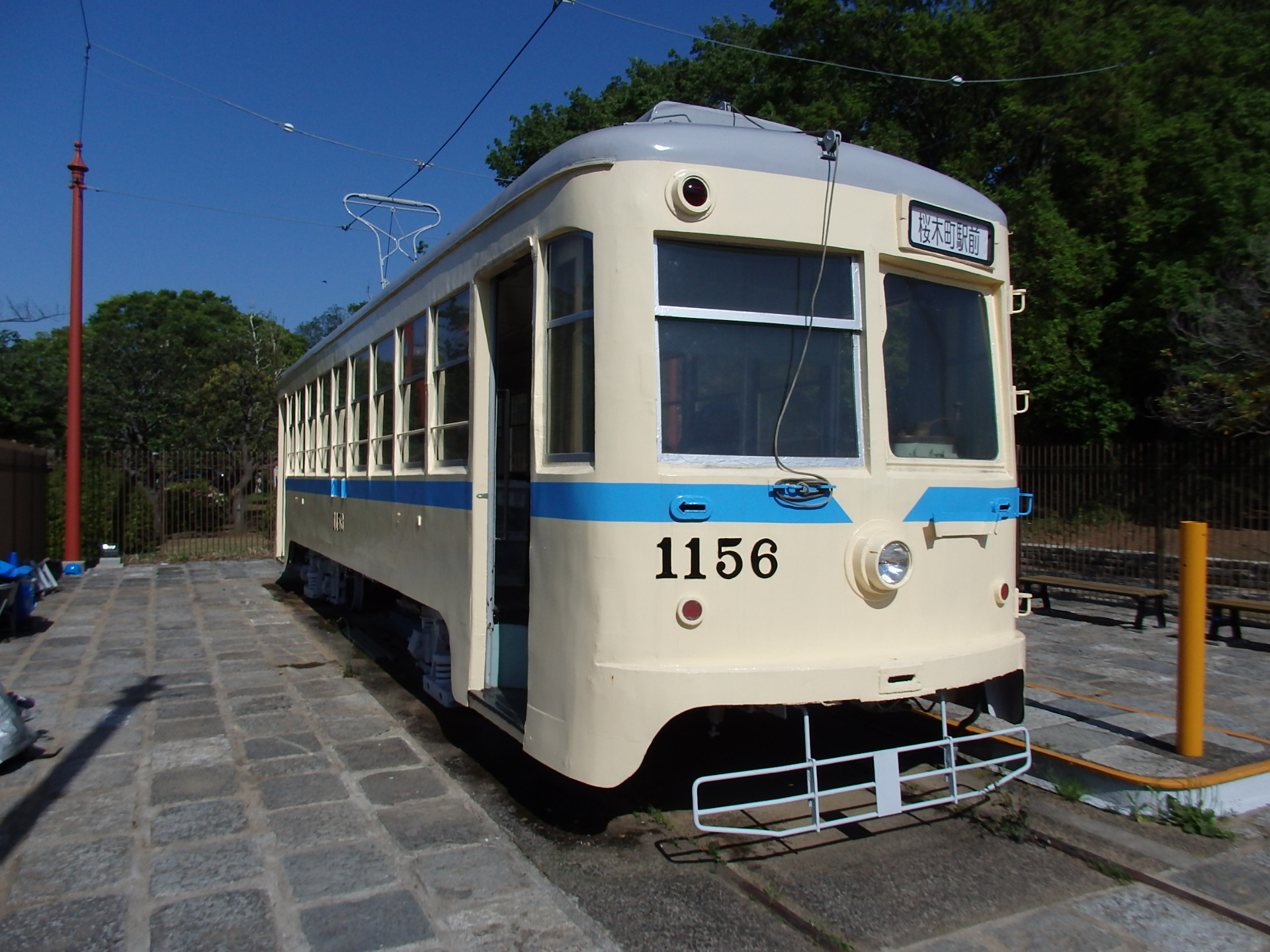
横浜市交通局1150型電車。神戸市電と同じ形状であることが判る。
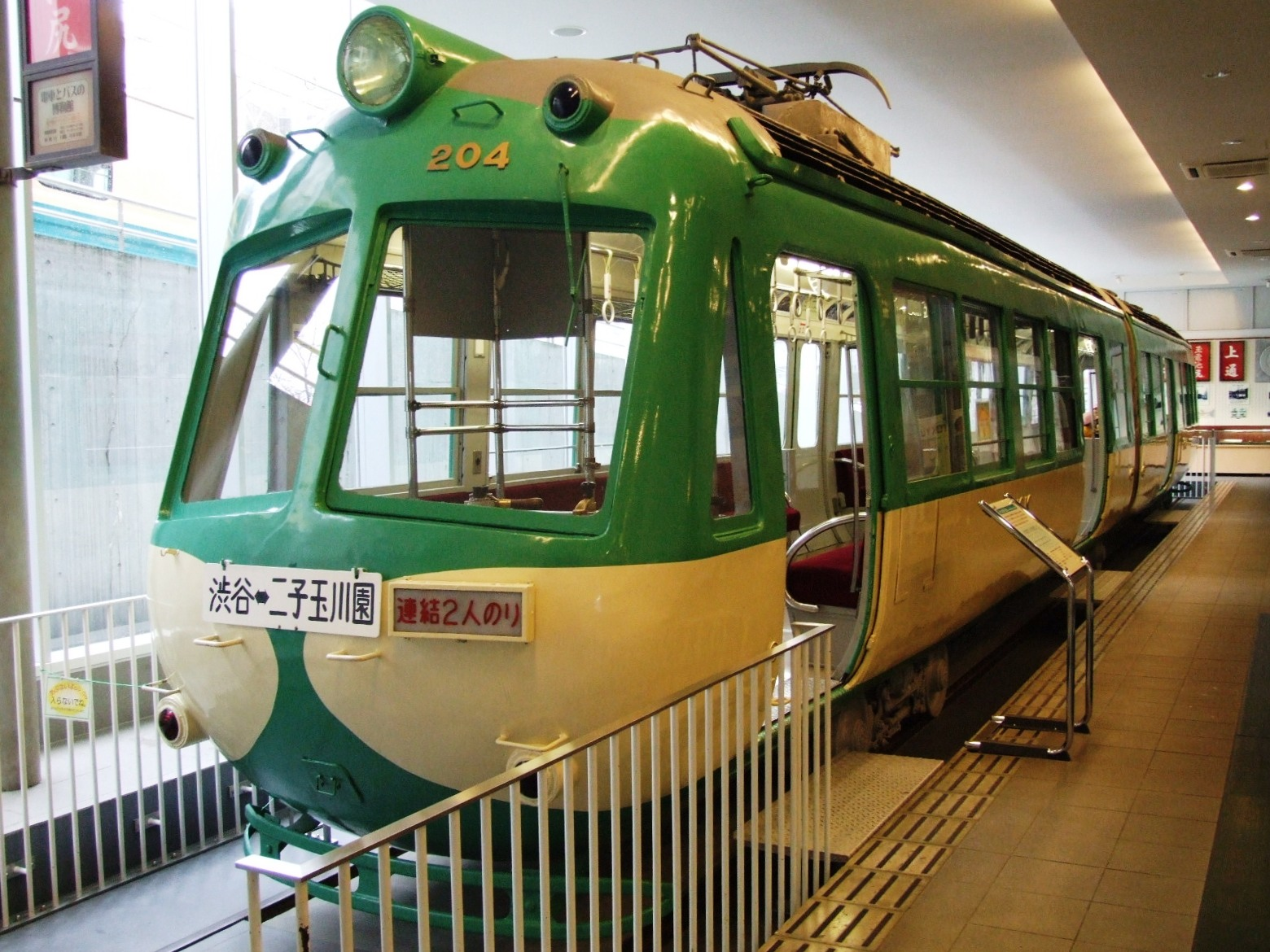
東急デハ200形電車。窓上が方向指示器で窓下が尾灯。

### 飛行機・船舶の「方向指示器」

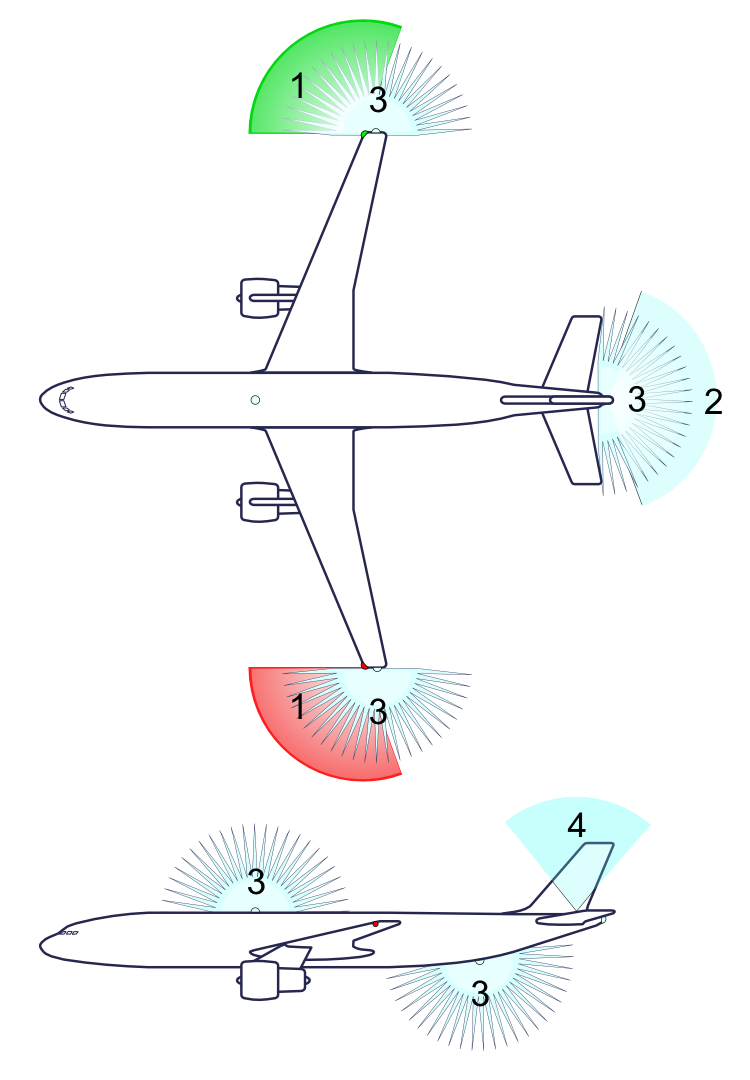
1. 航空灯 - 翼端灯 (Navigation Lights L/R)
2. 航空灯 - 尾灯 (Navigation Lights Tail)

飛行機、船舶の場合は方向指示器と言う名称ではないが俗にこう呼ばれる場合がある。
飛行機の場合、自機の進行方向を機外に表示する装置として航空灯（ナビゲーション・ライト、Navigation Light 、Position Light ）を持つ機体がある。航空灯は右翼端が緑色で左翼端が赤色の前方から左または右に110度、尾部が白色で左右に70度ずつ140度方向に常時点灯させる。航空灯により、他機から進行方向が判別できる。
船舶の航海灯も、色と方向について同様である。
海洋・航空では世界共通で右方優先の原則の為、道路における信号機の色と同じと考えれば理解しやすい。